# Rellotge d'aigua de tambor
|  | No s'ha de confondre amb Rellotge d'aigua. |

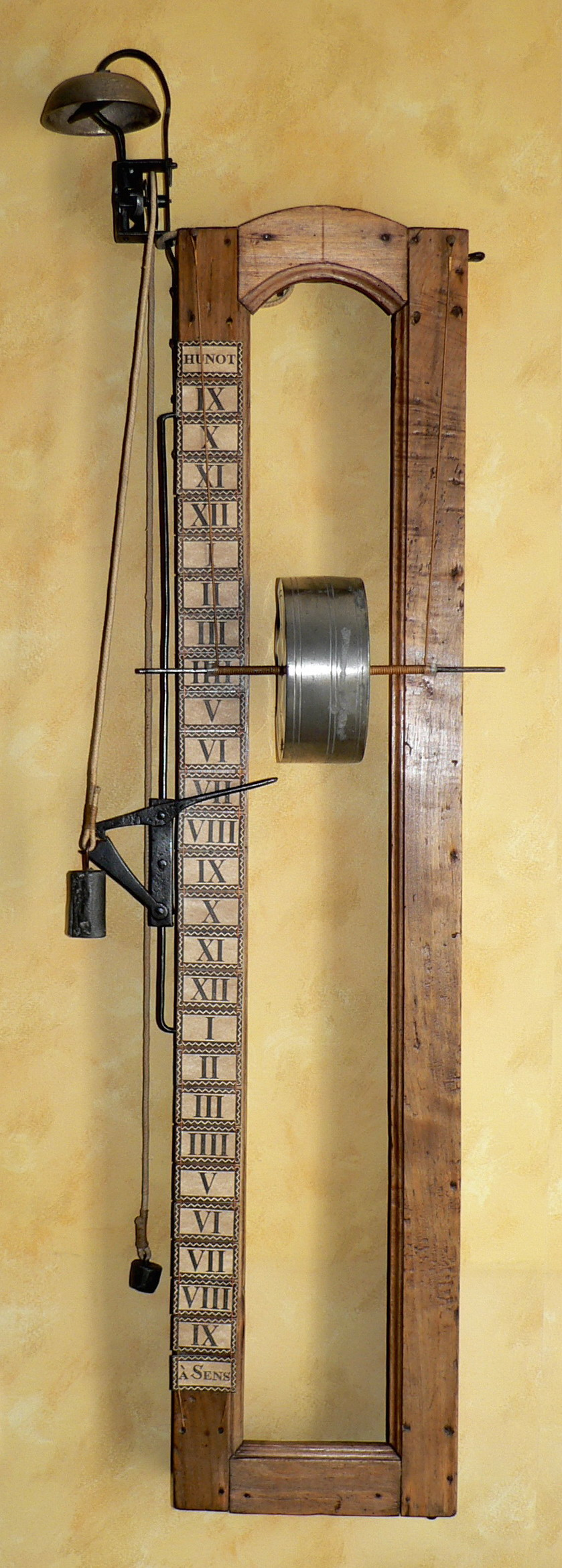
Rellotge d'aigua de tambor, finals XVIII segle XVIII segle, SAS Museums of Sens, model d’estudi.

Un rellotge d'aigua de tambor és un rellotge d’aigua antic d’un tipus concret. A França als segles XVII i XVIII se'l coneixia amb la designació de " Clepsydra " que és un nom erroni, però coincidia amb el vocabulari que s'utilitzava en aquells moments.

## Descripció i anàlisi
Al XVIII segle, la ciutat de Sens, al departament del Yonne, va ser un centre de producció d’aquests rellotges. El 2015, es conserven almenys cinc exemplars d’aquestes màquines de la ciutat de Sens. L'estudi es basa en un model existent, il·lustrat a la introducció i guardat a la Societat Arqueològica de Sens a les reserves dels Museus de la ciutat.

### Tambor hidràulic
El tambor és el cilindre motor de la màquina, assegura, pel seu disseny, la regularitat del moviment.

#### Construcció
Una font de Sens, Maucler, ens explica, el 1828:
| « | Aquest rellotge està format per un tambor o barril d’estany ben soldat. El canó sol tenir un diàmetre de 5 a 6 polzades [és a dir, entre 135 i 162 mm; tres hidroalis de Sens tenen un tambor amb un diàmetre de 132 mm i un gruix de 57 mm] dividit internament per set envans del mateix metall, soldats exactament tant als dos fons com a la banda circular; aquestes particions no van del centre a la circumferència, són una mica transversals i tangents a un cercle interior, cada partició es perfora amb un petit forat a prop de la circumferència del tambor. L’aigua arriba a la quantitat de 210 a 240 g d’aigua i ha de ser destil·lada. | » |

La curiosa inclinació de les mampares permet la descàrrega ràpida d’aigua als compartiments inferiors durant la pujada manual del cilindre, deixant-lo sempre aproximadament en la mateixa posició de flux.

Représentations
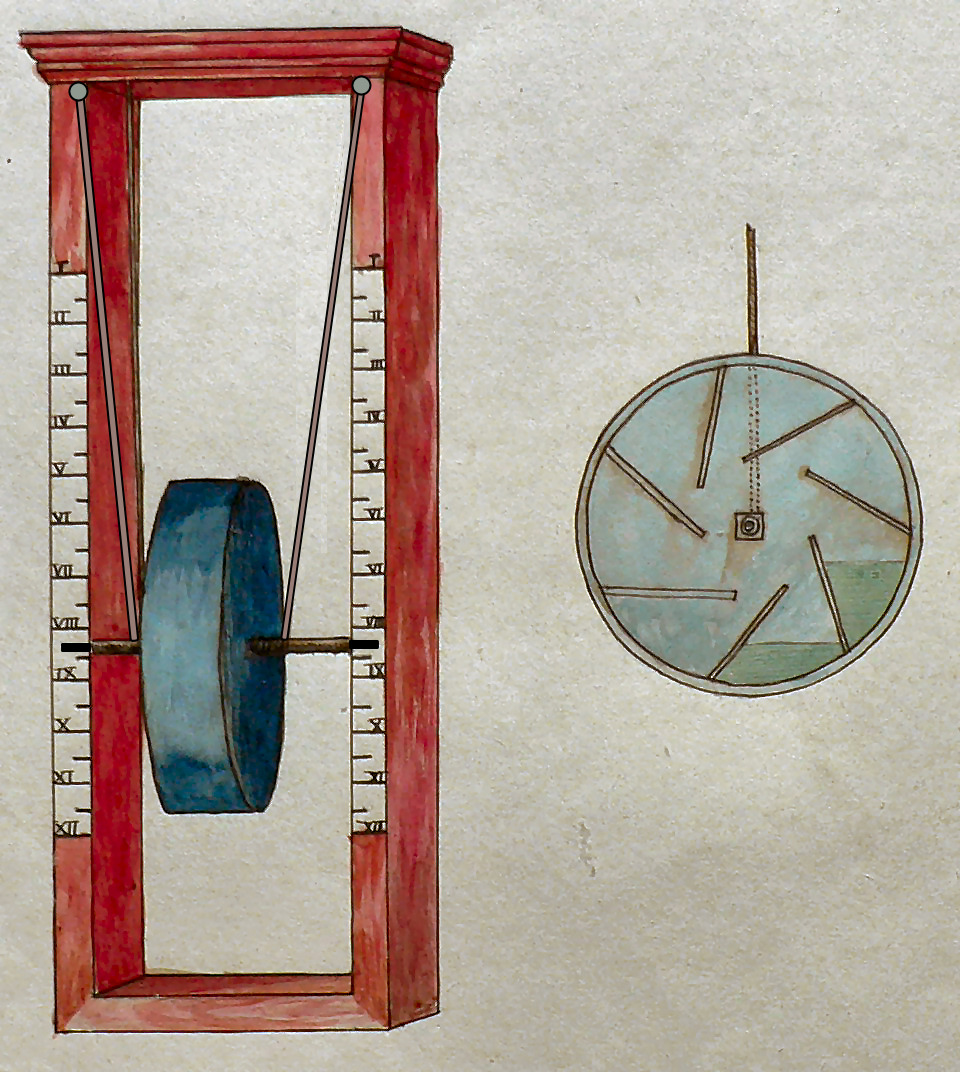
El rellotge d'aigua dibuixat per Maucler, 1828.
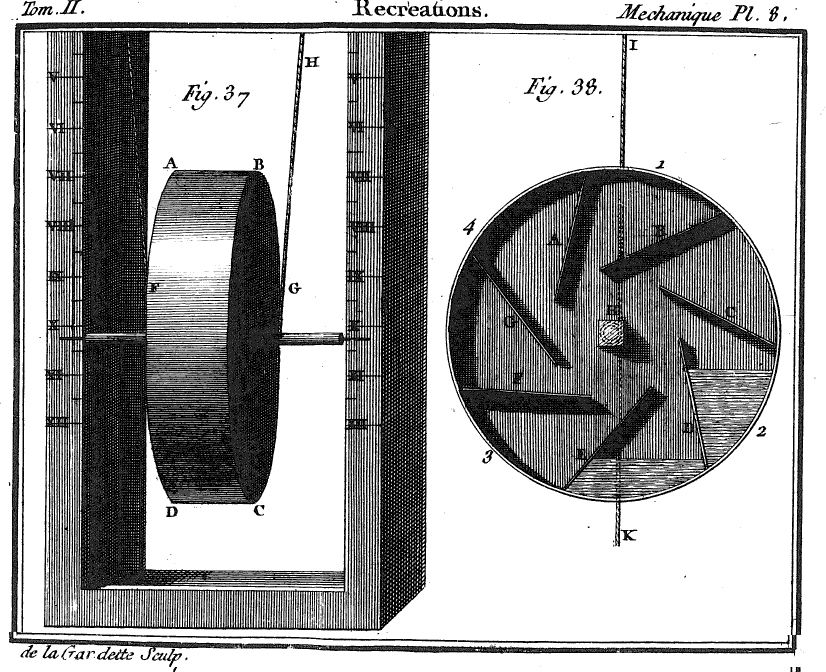
El gravat de Montucla a partir del qual es va inspirar Maucler, 1778.

#### Material
El cos es recomana en estany pur (Sn, Stannum) amb de vegades una aportació d’aloi (Cu de coure : 1,5 a 2,5 %), que millora la seva duresa. Aquest aliatge comú té la particularitat de no oxidar-se a temperatures d’ús. Aquest material no comença a degradar-se greument fins a sota dels 13 º C. Aquesta va ser la primera qualitat dels tambors de la ciutat de Sens subratllada per Tarbé, una altra font local. :
| « | Els rellotges a base d’aigua, fabricats a Sens [pels llauners d’estany] eren de estany; a París i altres llocs, es fabricaven en llauna, però tenien l’inconvenient d’oxidar-se i eren menys precisos i molt menys buscats que els de Sens. | » |

Aquesta elecció és essencial per no obstruir els forats de pas de les mampares i evitar corrompre l’aigua atrapada.Aquest material que funciona fàcilment (punt de fusió : 232 ° C) es va transformar, a partir de lingots, ja sigui en làmines laminades per a construccions soldades, o bé, es va modelar directament per obtenir peces amb formes complicades. Els tambors dels rellotges d'aigua de Sens han conegut aquests dos processos de producció.

#### Fabricació

##### Construcció soldada

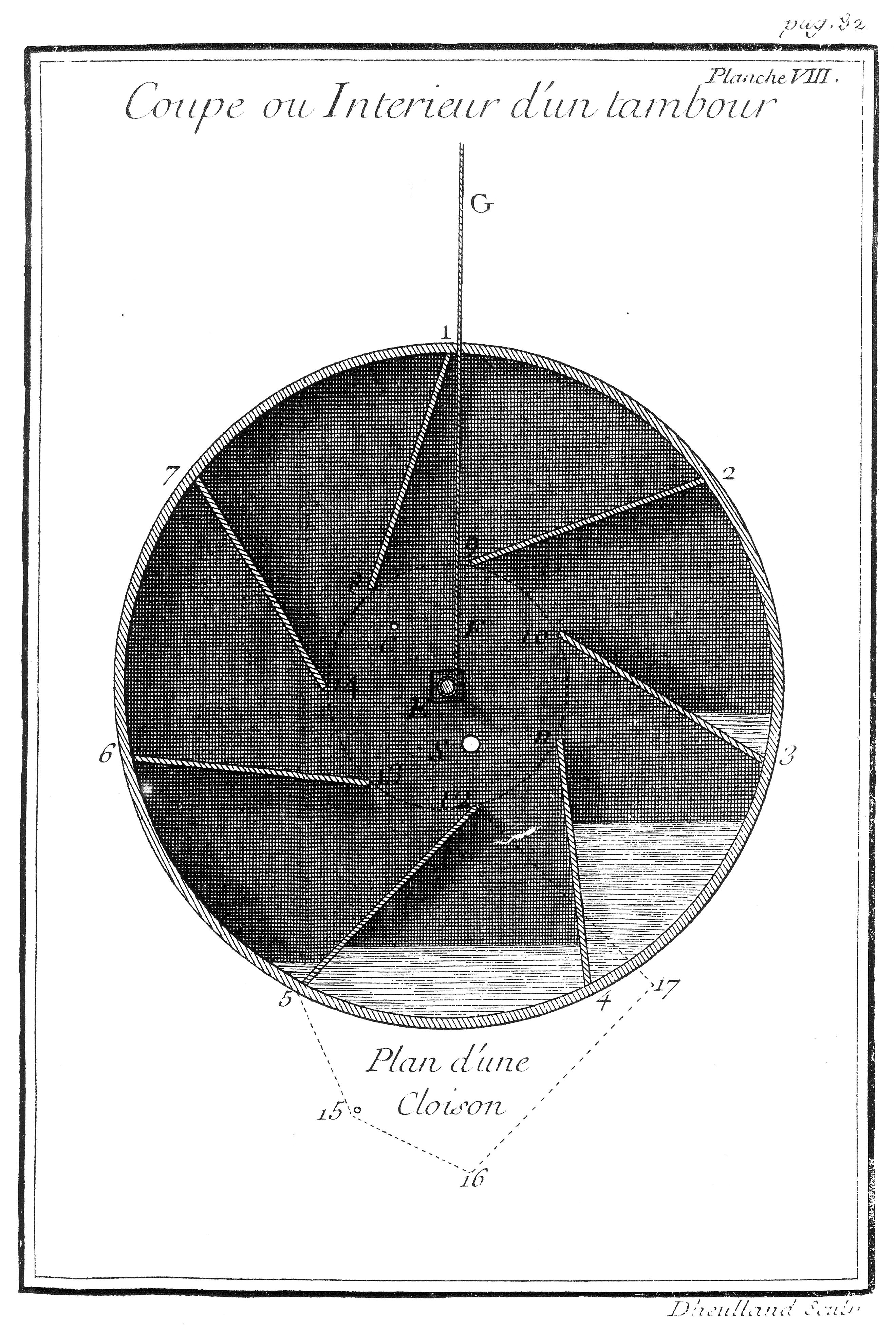
Secció d’un tambor fet amb elements soldats. En 15, forat passant.

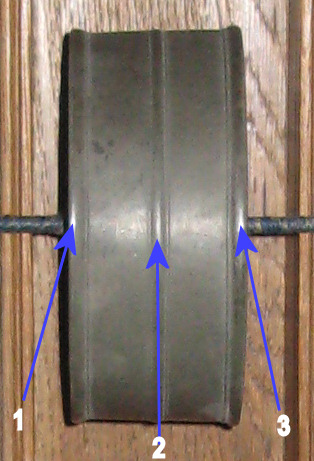
Un tambor soldat identificable per les seves tres protuberàncies.

Les làmines es dibuixen, es tallen, es perforen i es munten mitjançant soldadura. Aquest llarg i delicat procés es reserva per a prototips i treballs d’unitats, però no hi ha dubte que els primers tambors es van produir principalment per aquest procés.
Jacques Ozanam tradueix el procés utilitzat cap al 1669 a Itàlia ; Nicolas Bion descriu, en principi, per a tambors de plata ; Dom Jacques Alexandre ho detalla en sis pàgines en la seva obra escrita cap al 1705. Resumim tots els textos : El tambor està format per dues plaques, o laterals, amb un forat quadrat al centre per col·locar una canonada quadrada que rep l'eix. En una d’aquestes plaques, dos forats : un per omplir l'aigua, l'altre per tenir una entrada d'aire durant un possible buidatge. Les mampares es tallen en un escut per formar un embut i portar l’aigua al petit forat central perforat amb una “agulla de seda”. A continuació, es solden les 7 particions en una de les dues plaques, així com el tub quadrat, i després es solda la segona placa en el subconjunt anterior. Després de l'equilibri, queda envoltar la totalitat d'una cinta que es soldarà, girant, a cada envà i lateralment a les dues plaques, per després acabar sobre ella mateixa. El tambor està acabat. És molt característic amb un petit protuberància central que correspon a l'embut i un petit cordó a cada costat de la superfície lateral, on es va realitzar la soldadura. Queda posar només l’aigua destil·lada necessària, aproximadament una cinquena part del volum, de vegades amb " aiguardent clar »Com anticongelant ; tots dos forats es taparan amb cera o es soldaran amb habilitat per acabar. Per a la seva identificació, per tant, la caixa soldada es caracteritzarà pels seus tres protuberàncies a la superfície lateral i per dos possibles forats a un costat.

##### Construcció de fosa

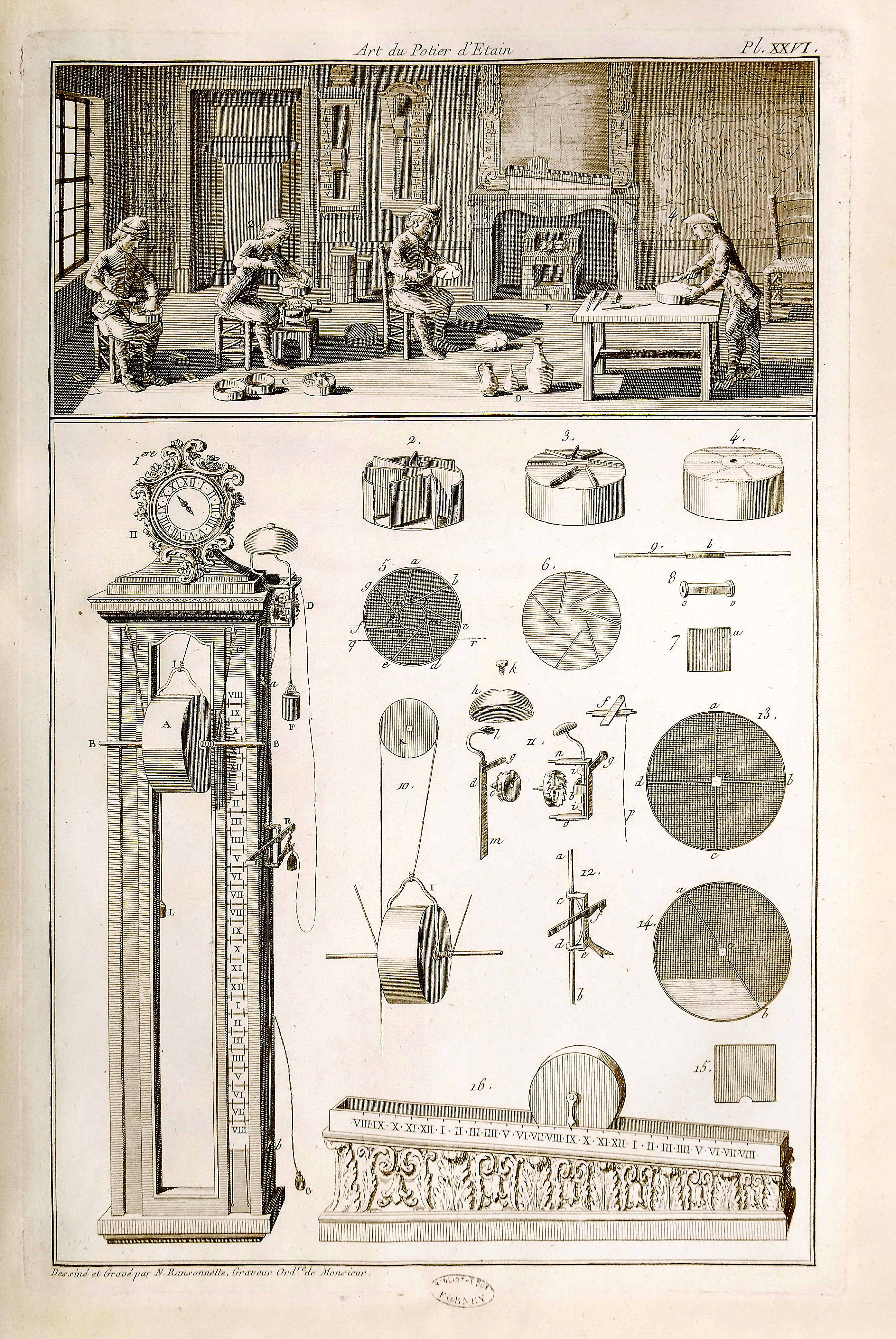
Pl. XXVI : Taller de muntatge amb peces modelades del tambor i detalls constructius de diferents models.

Els llauners d’estany eren excel·lents en la fosa de qualsevol tros d’estany ; per a la fabricació, primer van pensar " musclo ". És molt probable que aquest tipus de construcció comencés cap a la dècada de 1700. Bion descriu una mica el procés al seu llibre de 1709, reprès el 1716. Però el gran especialista va ser, sens dubte, Salmon, que va desenvolupar el tema en més de set pàgines de text ajustat, amb un gran tauler d’il·lustració, tot en foli. Descriu detalladament la fabricació modelada que arriba, sense cap pregunta dels fabricants de Sens, tal com ens ho explica repetidament:

Fabrication moulée
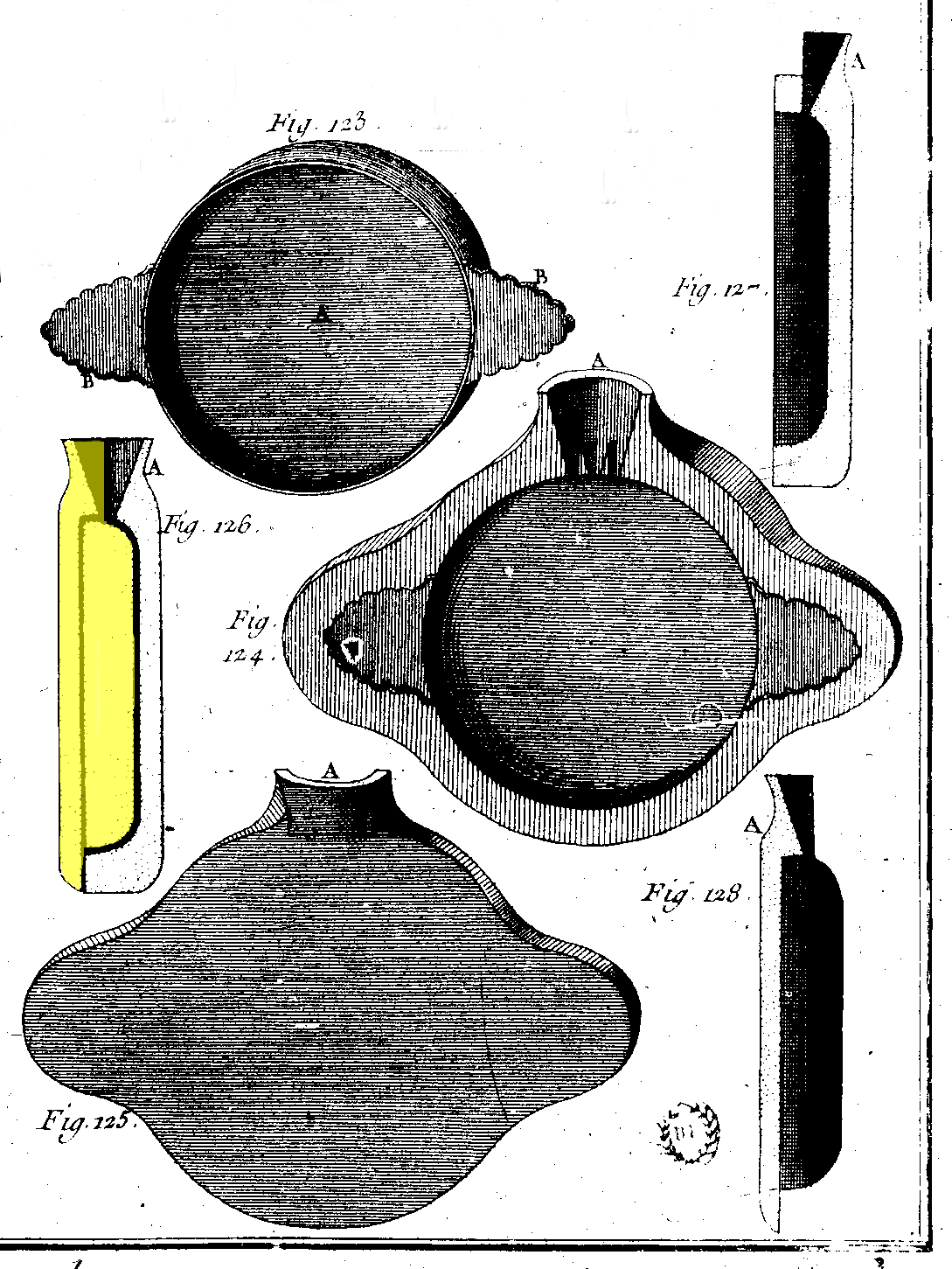
Exemple de modelat de closca.
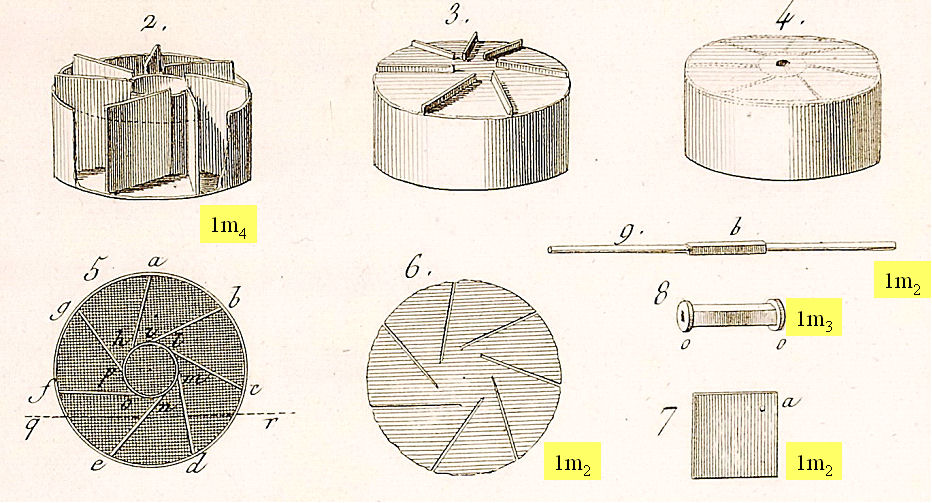
Procés d'obtenció d'un tambor modelat ; totes les peces estan modelades a excepció de l'eix 9 .

Aleshores, els motlles eren de " coure ”, Més precisament de llautó, un material fàcil de treballar. Un motlle està format per diverses parts, com podem veure en un full de l’Enciclopèdia. En principi, aquest tipus d’emmotllament no ha canviat avui. Aquest és el repartiment que diu " petxina ". Seguim el detall del procés al tauler il·lustrat ; totes les parts estan foses !
- en 2. : una base escariada - per rebre la bobina 8. - i la coberta de banda formen la primera part. Inclou testimonis per localitzar les particions perforades (detall a) de 7. Tot està pre-posicionat pels indicadors i un tub accessori, i després soldat ;
- a 3. : el segon fons modelat amb les osques 6. s’introdueix a les mampares, soldat per fora a aquest darrer i a la banda a la seva circumferència. Finalment s’anivella ;
- a 4. : En girar, el conjunt s’erigeix completament, la carcassa del carret es perfora bé a l'eix de la part inferior 6. A continuació, el conjunt pot rebre la bobina central 8. que serà soldada.

Acabat, el tambor pot rebre una quantitat d'aigua, sempre constant, que s'introduirà mitjançant una petita obertura realitzada a la perifèria amb una planxa petita. Aquesta obertura es tancarà permanentment amb estany (per una punta de terrissaire ben cuidada, però coneguda avui en dia) i es retrà mitjançant el polit. L'eix 9 també està sobremotllat, detall b ; hi ha diferents diàmetres disponibles per ajustar el descens del cilindre a escala horària.
La vignette accompagnant la planche illustre différentes phases du processus d’assemblage.
Per a la identificació, igual que per al procés de muntatge, la caixa modelada es caracteritzarà essencialment per una envoltura de banda ben cilíndrica, amb els solcs que deixi l'eina de gir a totes les seves superfícies i altres traces hipotètiques, a la perifèria, amb un sol forat d’ompliment. .

Per obtenir informació, una sèrie de radiografies industrials mostra la distribució de les set mampares, les soldadures i els petits forats de pas de les mampares (ressaltades a la figura). Aquests forats tenen un diàmetre de 0,8.

Radiographies
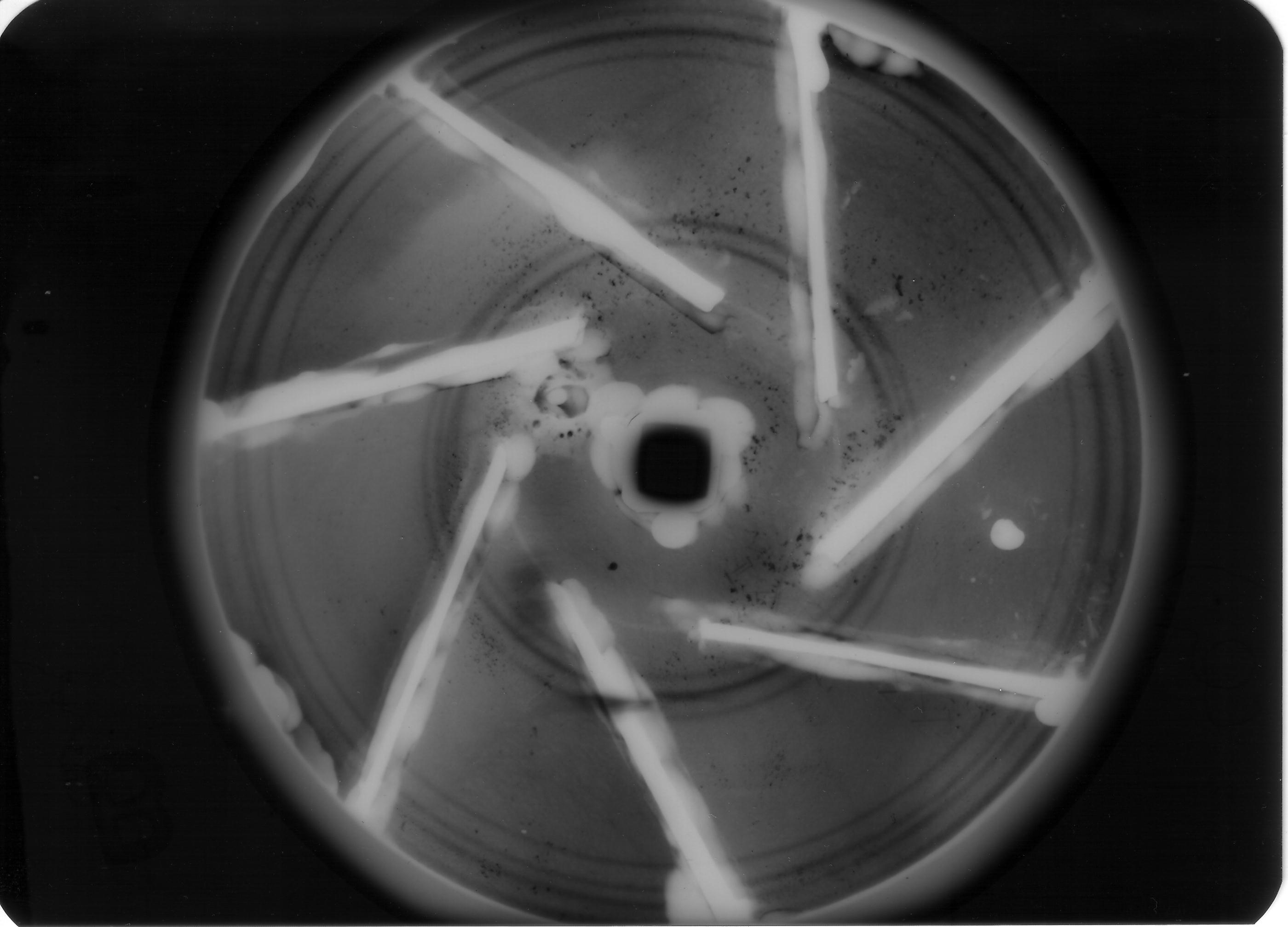
Radiografia amb les soldadures en blanc i un gra de soldadura lliure.
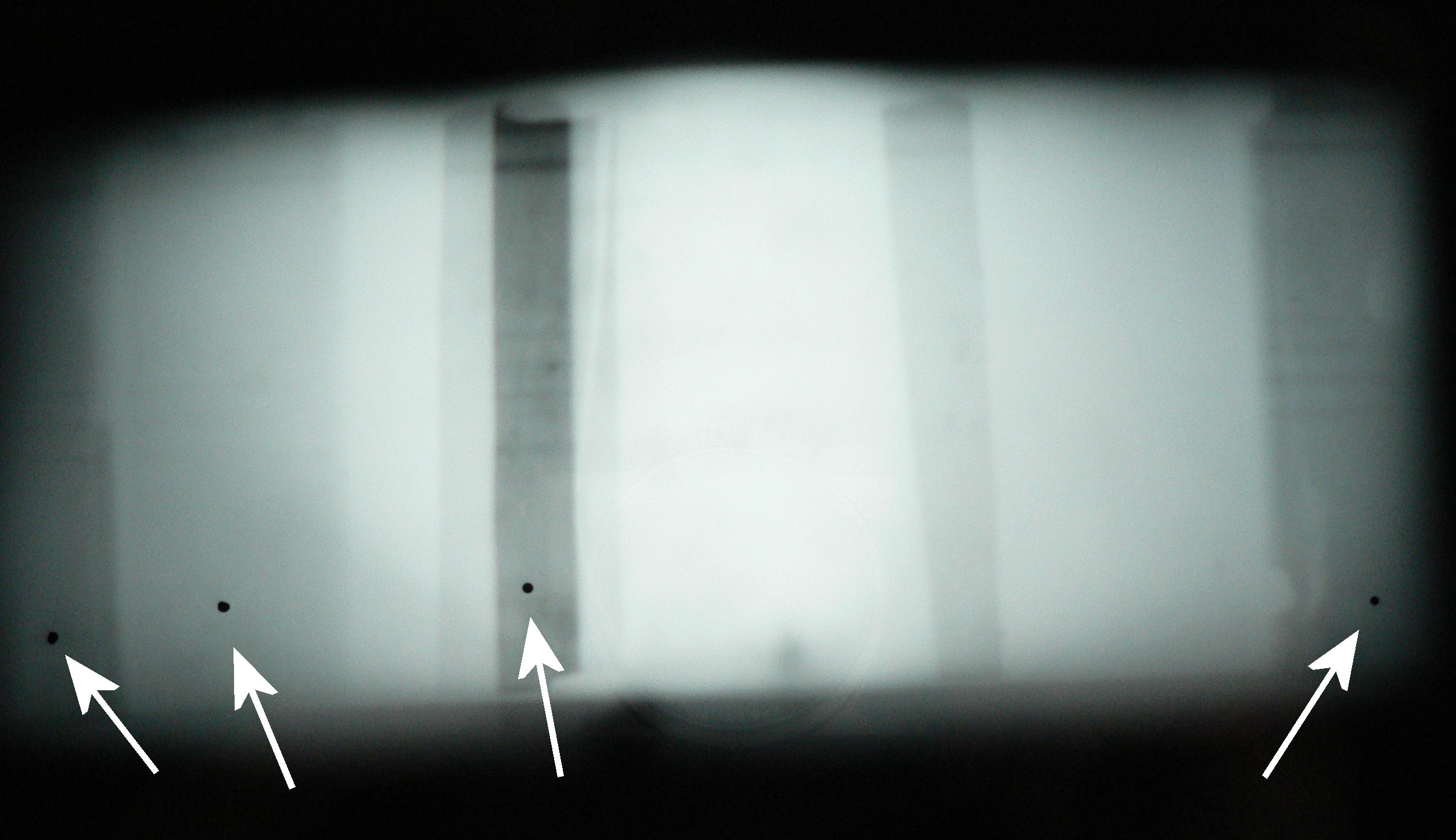
Radiografia a la vora ; els forats de pas de les mampares es ressalten en negre.

Encara avui, curiosament, no hi ha cap còpia d’una Rellotge d'aigua signada Salmó.

### El marcatge de les hores

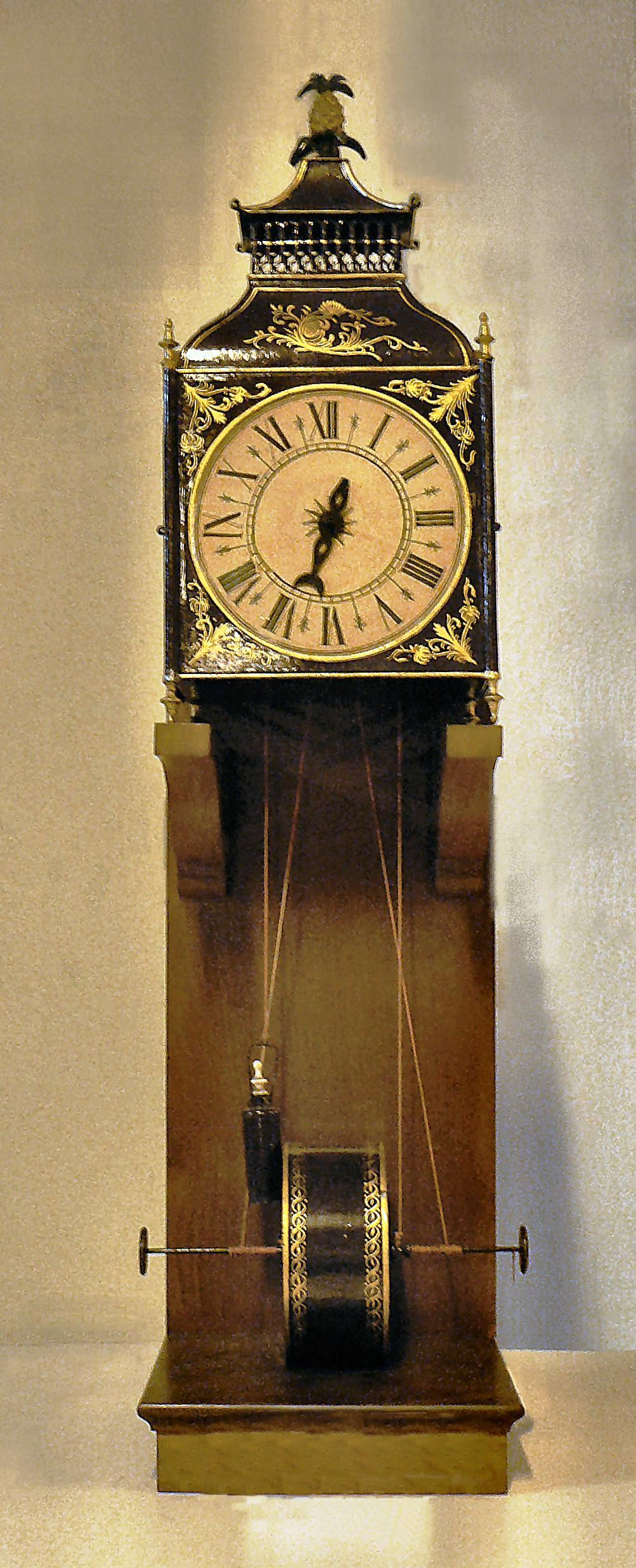
Rellotge d’aigua del Museu d’Arts i Oficis.

L'eix, com una agulla, marca les hores durant el seu recorregut en una escala de temps que pot ser de diferents tipus :
1. forma vertical situada en un dels muntants del marc (o en tots dos). És el tipus més clàssic. Quatre rellotges d’aigua de Senese adopten aquesta solució ;
2. forma de rellotge amb una mà, com l'exemple del Musée des Arts et Métiers de París ;
3. de forma mixta, il·lustrat a la placa XXVI de L’art del terrisser d’estany de salmó (vegeu més amunt). Això últim és prou explícit per prescindir de comentaris. Aquestes dues darreres formes de marcatge no semblen haver tingut una difusió significativa, per exemple, no trobem cap rastre de la forma mixta. ;
4. Citem, per acabar i per a l’anècdota, el desplaçament sobre pla inclinat (fig. 16 de la placa XXVI), que s’inspira en certs rellotges mecànics originals.

#### Escala vertical
Les hores (vegeu la figura introductòria) es troben aquí a l'esquerra en posició vertical, però podrien estar, de la mateixa manera, a la dreta, fixant detalls que ho confirmen. Les hores, en conjunt, s’imprimeixen en vinyetes de paper-cartró independents. Aquestes etiquetes formen una cinta. Estan connectats entre ells per dos cables sobre els quals poden lliscar amb un conjunt d'aproximadament un adhesiu i mig en total. Aquest joc ha de permetre ajustar el temps a la baixada real del tambor.
De dalt a baix trobem a les miniatures el nom del fabricant " HUNOT », Seguit de les hores [9 ... 12 ... 6 ... 12 ... 6 ... 9] o de 25 hores en total, que deixa un interval d'una hora per donar voltes al rellotge diàriament. L'última etiqueta indica l'origen del fabricant " SENTIR ".

### Funcionament

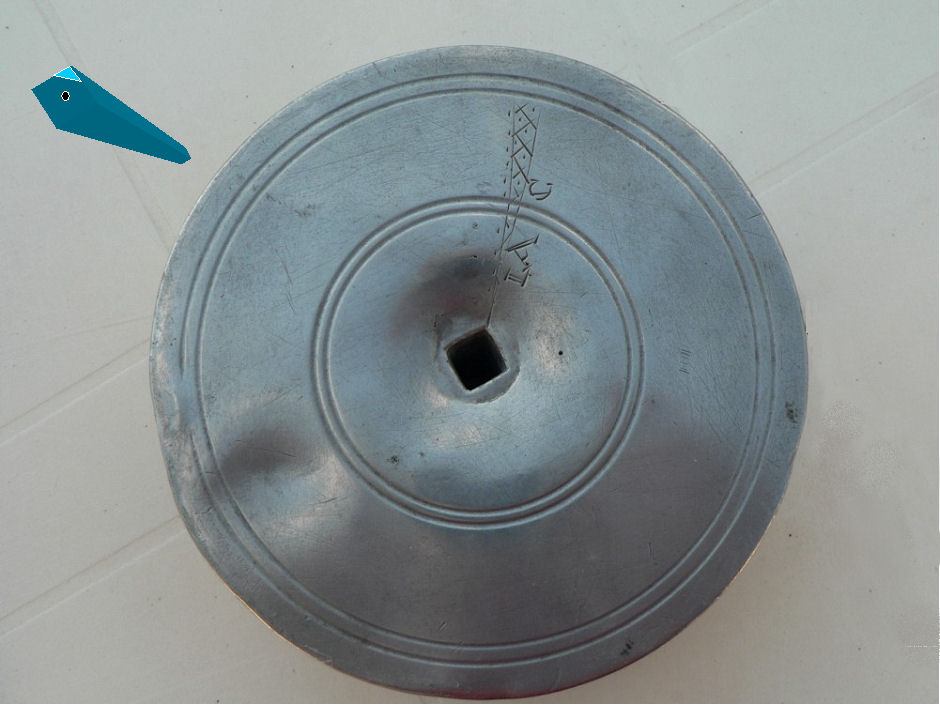
Un tambor amb gravat al lateral el lloc de pas de LA Corde i la plaça de formació bisellada.

#### Preset
L'eix que serveix d’agulla o índex travessa el tambor (vegeu la figura). Es troba a la part central de secció quadrada i inclinat per a un ajust lleugerament ajustat a la seva carcassa. Esmaltat en una de les seves vores, deixa passar i falca el cordó unit a dos ulls a la part superior del marc.
Tot el tambor, eix, cordó, ajustat horitzontalment, es fa enrotllar el cordó al voltant de l'eix segons " tirar una cigarreta ". L’operació ràpida (a uns 30 segons de la posició cap avall) posarà el tambor a la posició cap amunt. Després d’uns instants de recerca del seu nou equilibri, el tambor baixarà amb un moviment que se suposa que és uniforme davant de l'escala horària.

#### Moviment motor
Vegem, de forma simplificada, com s’estableix el moviment. El tambor està aïllat mecànicament, suspès per la corda enrotllada al voltant del seu eix ; una porció de " Camembert Se suposa que representa el volum d’aigua contingut entre les parets sense forat de desguàs.
1. El sistema aïllat està sotmès a l'acció de dues forces externes : F p el resultat del pes del tambor i del volum d’aigua, aplicat al centre de gravetat del sistema per una banda, i a F t l’acció de tensió de la corda al cilindre per l’altra. El sistema trobarà llavors una posició d’equilibri on les dues forces seran iguals, oposades i en la mateixa línia d’acció amb una resultant de moments zero.
2. Ara suposem un petit forat de drenatge a la part inferior de la partició inferior. L’aigua fluirà lentament per aquest orifici provocant un petit desplaçament instantani del centre de gravetat cap a l'esquerra i cap avall, per tant un desequilibri del sistema que tendirà a recuperar la seva posició d’equilibri ; doncs, donarà la volta al centre de rotació instantani CIR en sentit antihorari, i això, contínuament, sempre que la corda no estigui completament desenrotllada.[10]

Moviment motor
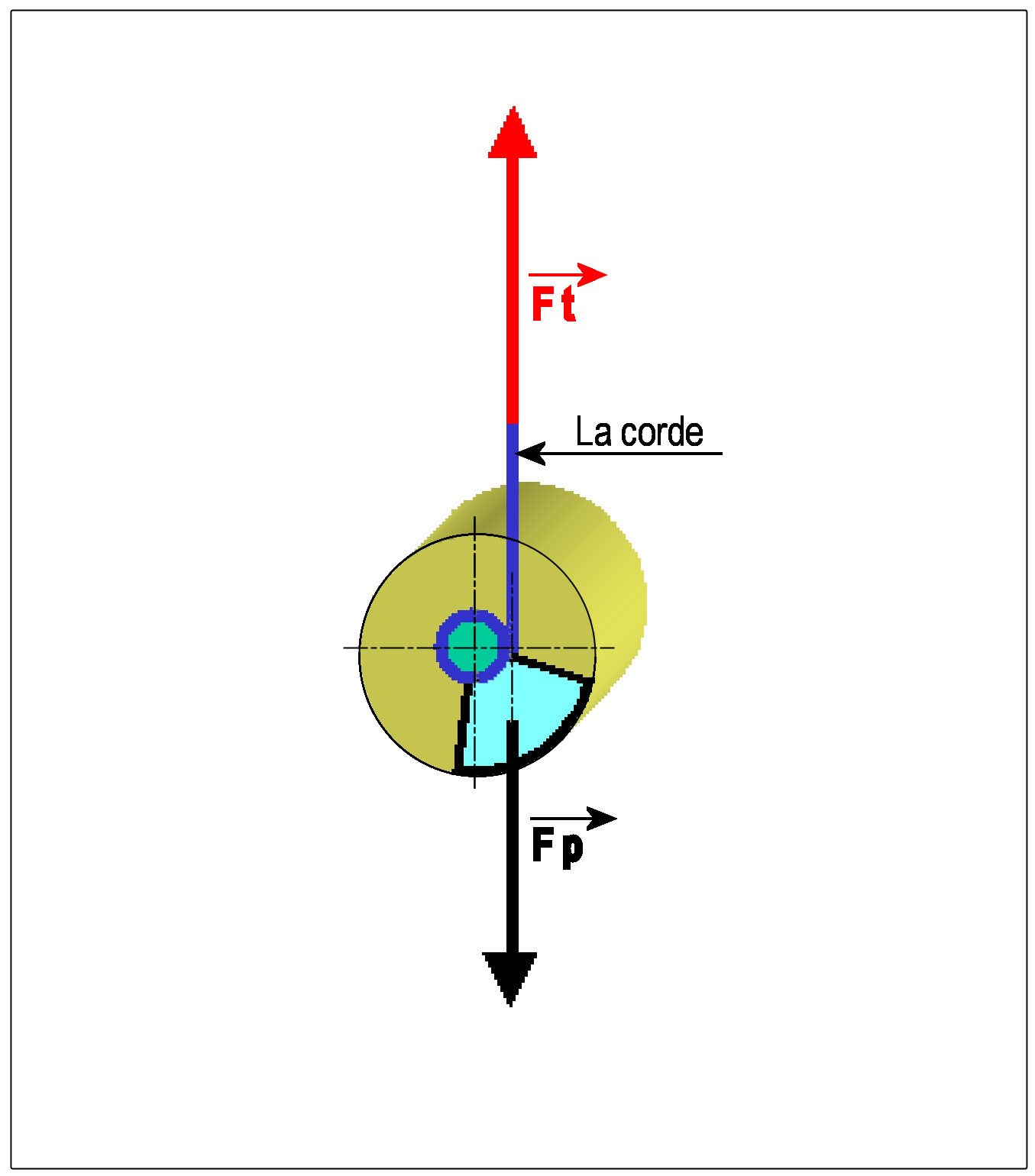
Equilibri estàtic del tambor.
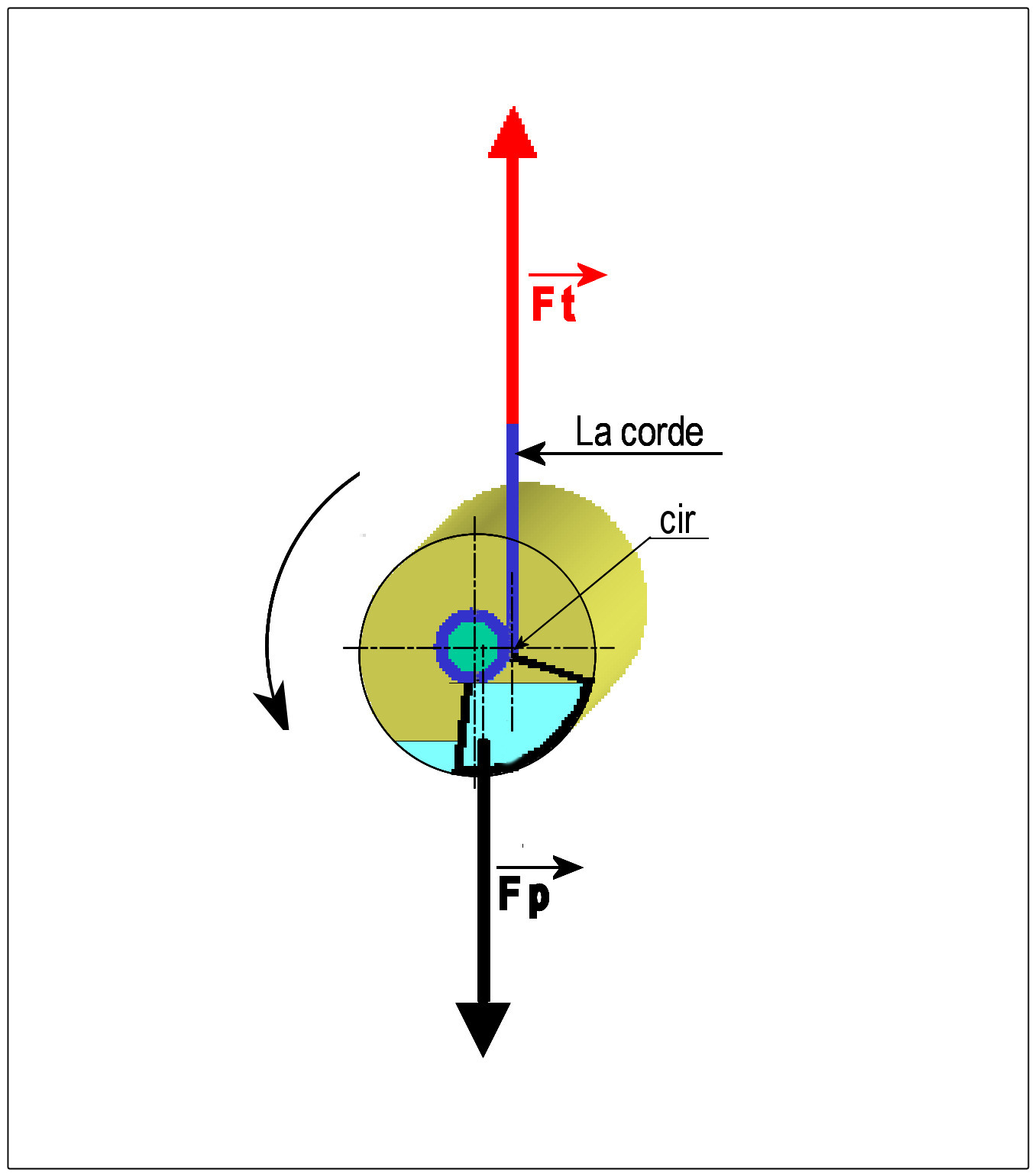
Posició de desequilibri després d’un petit flux.

Al cilindre real, el flux d’aigua, al passar pels petits forats, no és regular. En general, depèn en part de l’alçada del fluid que hi ha a sobre. Però la llei dels fluxos es complica pel pas simultani a través de diversos forats i perquè també es pot produir un flux en un compartiment ja ple fins al forat de pas. Com a resultat, el moviment del cilindre no és un moviment circular uniforme. Però la multiplicació de compartiments tendeix a compensar les variacions del flux i, per tant, les variacions de la velocitat angular i, per tant, fa que el moviment sigui aproximadament regular, de mitjana.

#### Exactitud
Els autors de l'època van destacar que aquesta màquina era " molt exacta "Però també que ho era" propens a anar una mica més ràpid a l'estiu que a l’hivern. ". Davant la impossibilitat, avui, de tenir una còpia idèntica d’aquests tambors, vegem el que ens diuen dos fabricants actuals.
- JM. Ansel, dissenyadora de rellotges de sol monumentals, va produir un rellotge d'aigua educativa de plexiglàs per a l’observatori-planetari Ludiver de Beaumont-Hague (50). Escriu en un article “ La baixada de 90 cm triga 2 h 40 min ... L’instrument és sorprenentment precís ... ";[11]
- A. Sterling, professor honorari de hidràulica a la Universitat Lliure de Brussel·les, va fer construir un model, també en plexiglàs, el 1997. Escrivia llavors : " Acabo de reconstruir-ne un ... L'esfera, integral amb l'eix, gira exactament una revolució per hora ... És exacta en un minut cada vint-i-quatre hores. " ; informació valuosa. Malauradament, no ens dona detalls addicionals sobre la regularitat del moviment.

Es van realitzar proves de cabal per esbrinar si aquesta màquina era realment propensa a anar una mica més ràpid a l'estiu que a l’hivern. ; a un augment de 10 ° de temperatura (sense tenir en compte la pressió atmosfèrica) correspon un avanç d’un minut per hora, o vint-i-quatre minuts al dia. Aquesta informació quantificada s’ha de considerar al seu valor raonable, ja que el model no és similar al tambor real, però la hipotètica variació no sembla insignificant. Per a la comparació, en aquest moment, els rellotges mecànics bàsics tenien fàcilment una variabilitat de ± 3 minuts per 24 hores. Finalment, algunes còpies encara contenen aigua el 2015 ! El propietari d’un rellotge d’aigua que encara no funcionava fa molt de temps va indicar que, per evitar el problema de temperatura, la màquina es col·locava en una habitació situada al nord!

### La funció de despertador
A el rellotge d'aigua de referència, aquesta funció la realitza una bella estructura d’època, tot en metall forjat. Un carril integral amb el marc permet ajustar la posició del mecanisme de disparador anomenat " de quatre dígits ". Quan es baixa el tambor, el seu eix, a l’hora de despertar escollida (de 9 a 9 hores més tard), prem el gallet que després allibera un sistema [cordó, pes, contrapès] que actuarà sobre el mecanisme de cop situat al a la part superior esquerra del marc de rellotge d'aigua.

Aquest impactant mecanisme amb una barra de palet i una roda de reunió és un clàssic des de l'edat mitjana. També podem observar que és estrictament idèntic al mecanisme d'una alarma de rellotge, il·lustrat a l'Enciclopèdia de 1765.

Organes
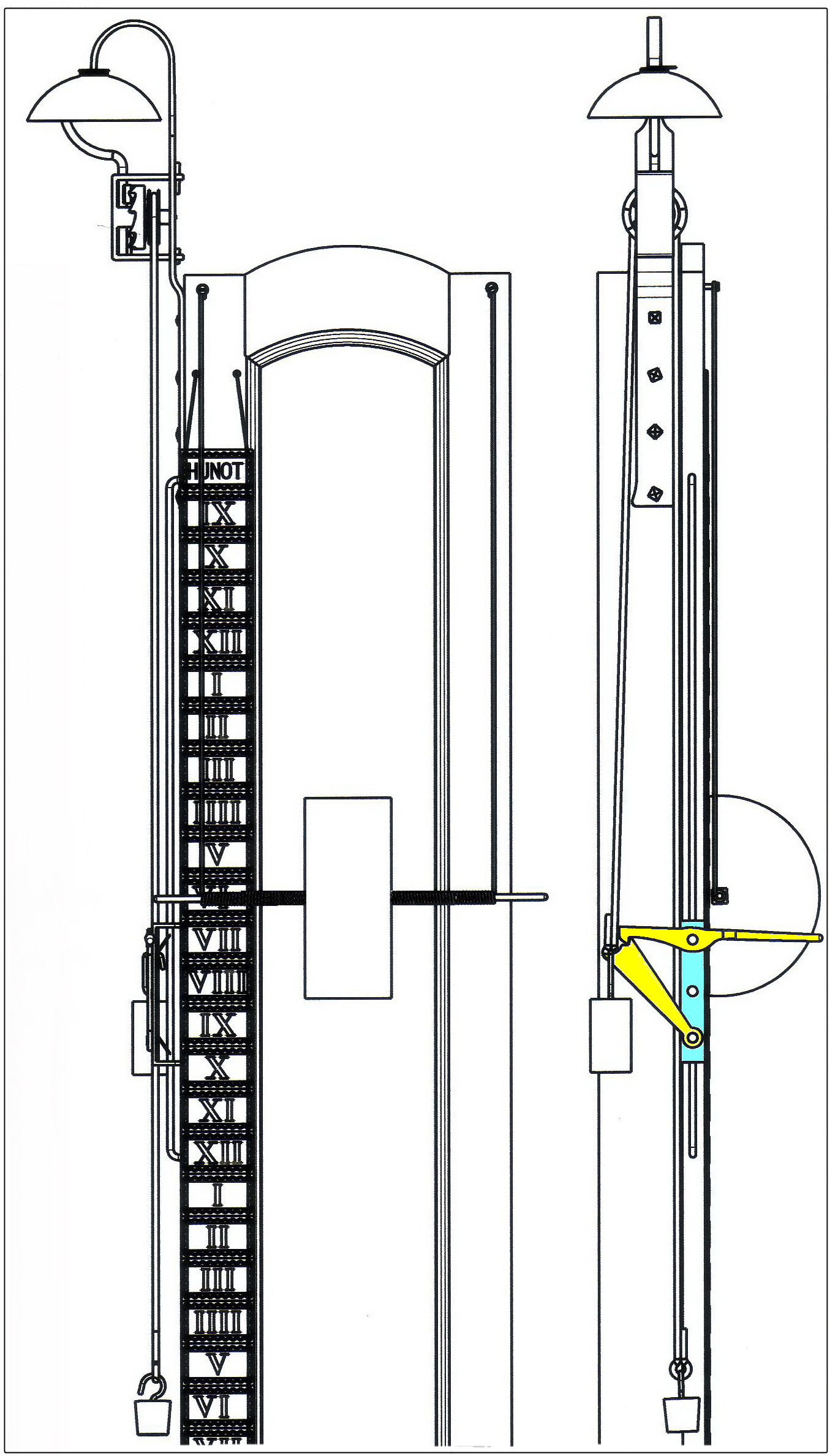
Sistema de campanes amb mecanisme de quatre dígits ressaltat.
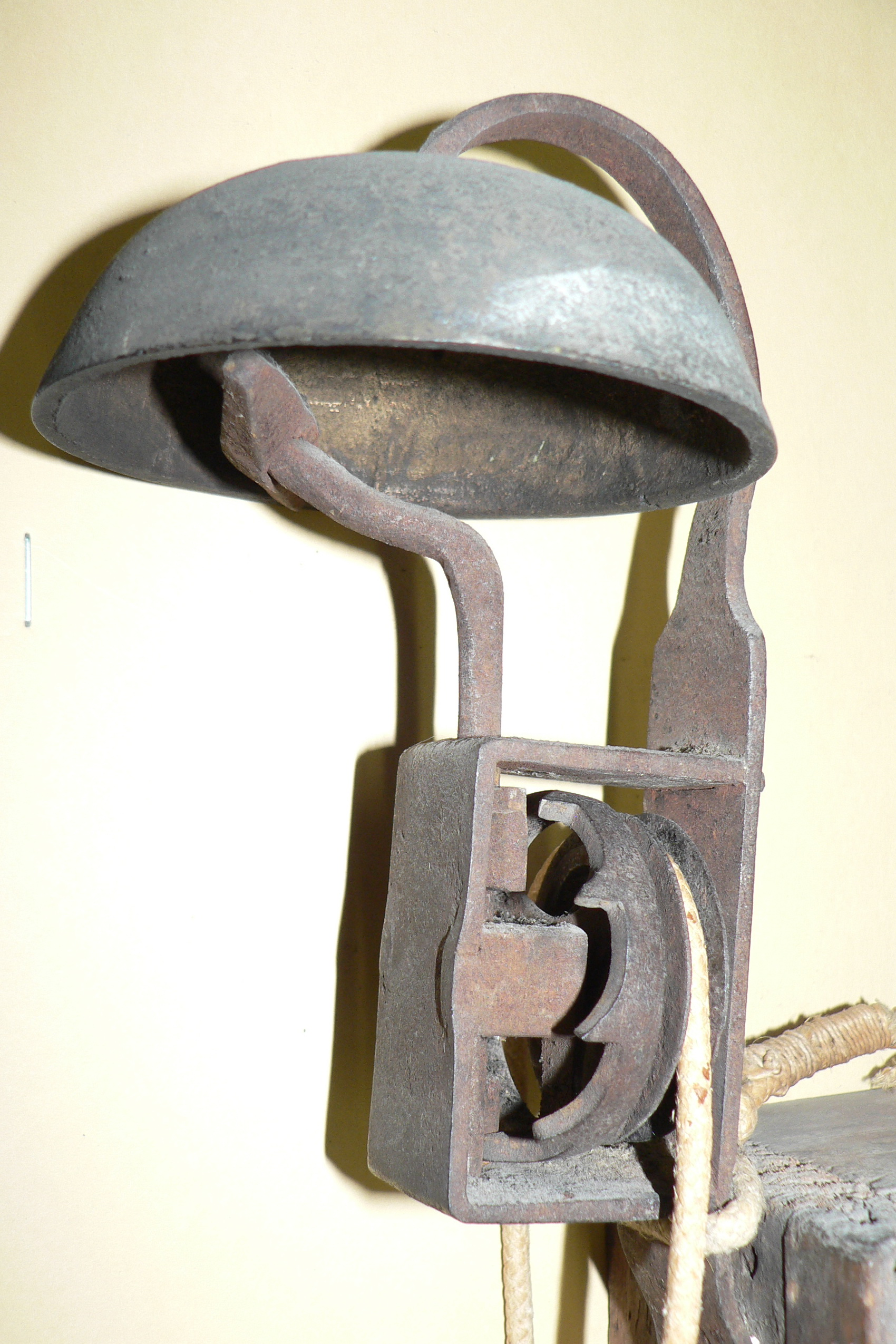
Mecanisme impactant amb vareta de pales i roda de reunió.
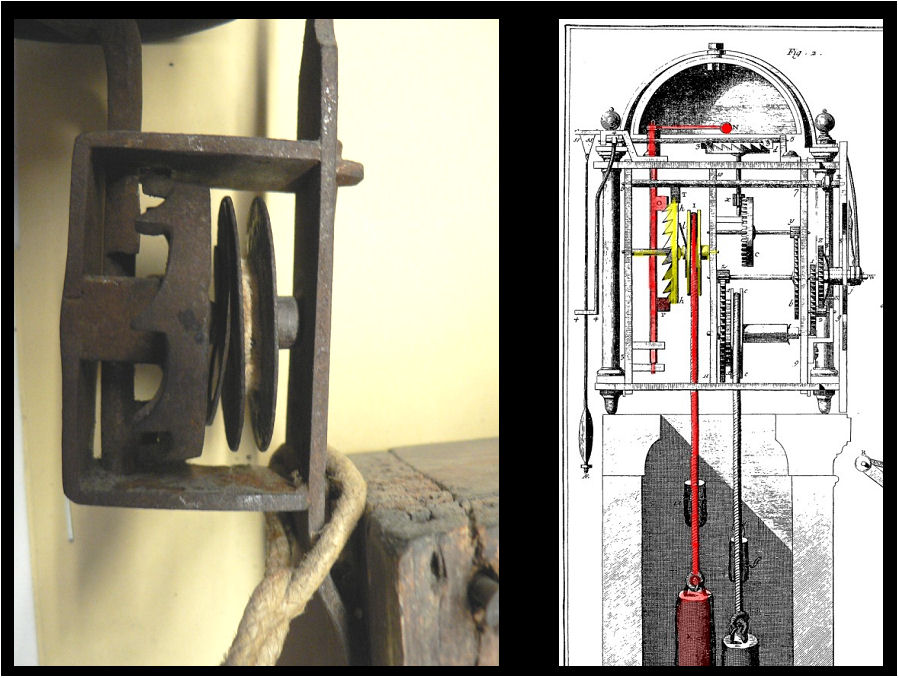
Analogia dimensional del sistema d'anellament amb el descrit a l'Enciclopèdia per Diderot i d'Alembert del mateix període.

Altres mecanismes sorprenents s’han adaptat, segons la imaginació dels dissenyadors, a la Rellotge d'aigua bàsica.

## Producció

### Llauners d’estany

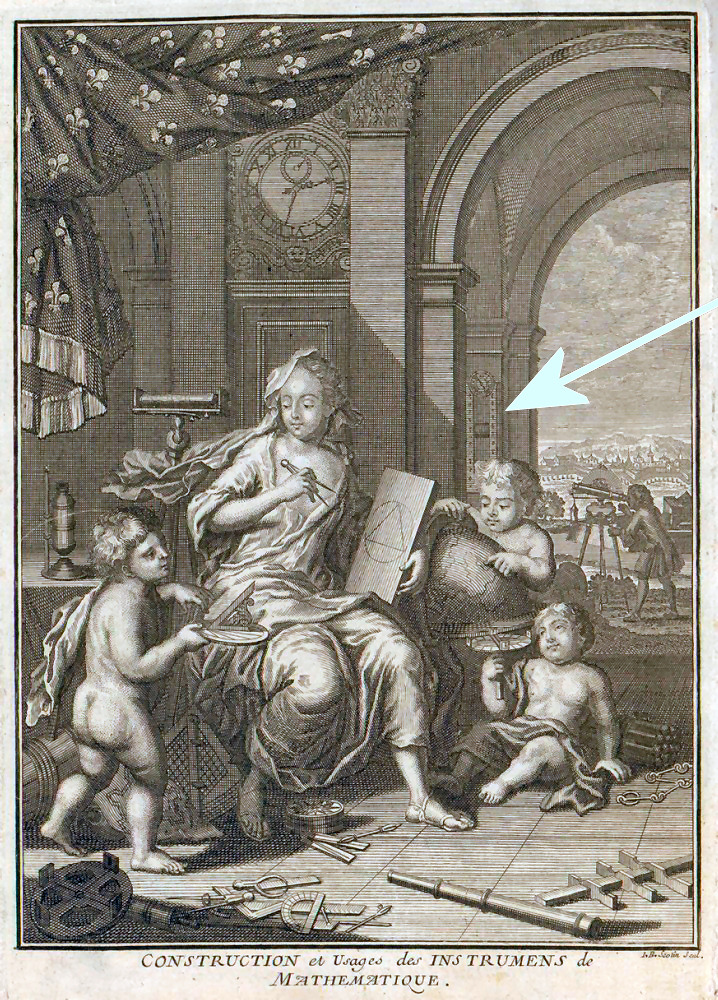
Frontispici de l'obra de Bion amb una Rellotge d'aigua de tambor, 1752.

A França, les fonts bibliogràfiques són nombroses. Els escrits s’estenen durant el període de producció, és a dir, des de finals XVII segle XVII segle a finals del XVIII segle :
- Ozanam en la seva obra de 1694 aporta informació personal, però és a través d’una traducció annexa i comentada d’un escrit italià de 1669 que ens il·lumina més sobre tots els rellotges moguts per la " elements »Què són l'aigua, la terra (sorra), l'aire, el foc ;
- Bion explica amb força extensió, en quatre pàgines, com aquests " rellotges d’aigua ... que serveixen de despertador " ; una Rellotge d'aigua és present al frontispici del seu llibre Ús d’instruments matemàtics ;
- Dom Alexandre descriu detalladament la fabricació original mitjançant soldadura i ens explica qui ha “ inventat »Aquest tipus de rellotge ;
- El salmó, ell mateix un terrisser d’estany, és el gran especialista ; respon pràcticament a totes les preguntes sobre la fabricació del seu temps.

Els principals centres de ceràmica de l’època eren París, Lió i Bordeus. A Sens, només eren una petita comunitat : hi ha 10 terrissaires cap al 1700, 4 el 1760, 2 o 3 el 1800 i 1 cap al 1860. En comparació, a París, el 1773, n’hi havia uns 150 abans del 1690.

La família Regnard, seguida de la de Jean-Baptiste Hunot, són pràcticament els únics que comercialitzen els rellotges d’aigua de Sens que, per la seva simplicitat i el seu preu, han tingut un èxit real durant més de cent anys. Més tard cap al 1750, a Chartres, Salmon i altres terrissaires van ampliar el camp de distribució d’aquestes màquines.

Rellotges d'aigua de Sens
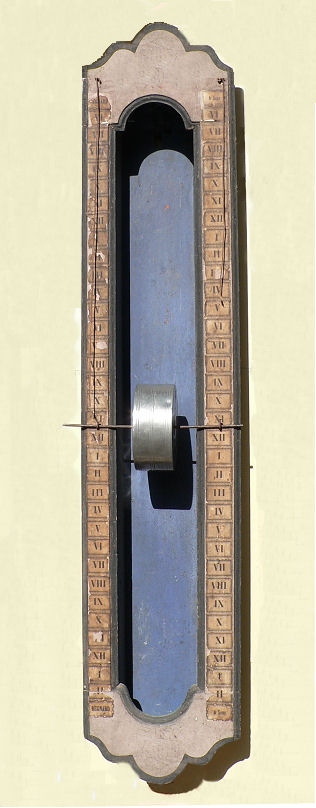
Model original marcat amb Regnard.
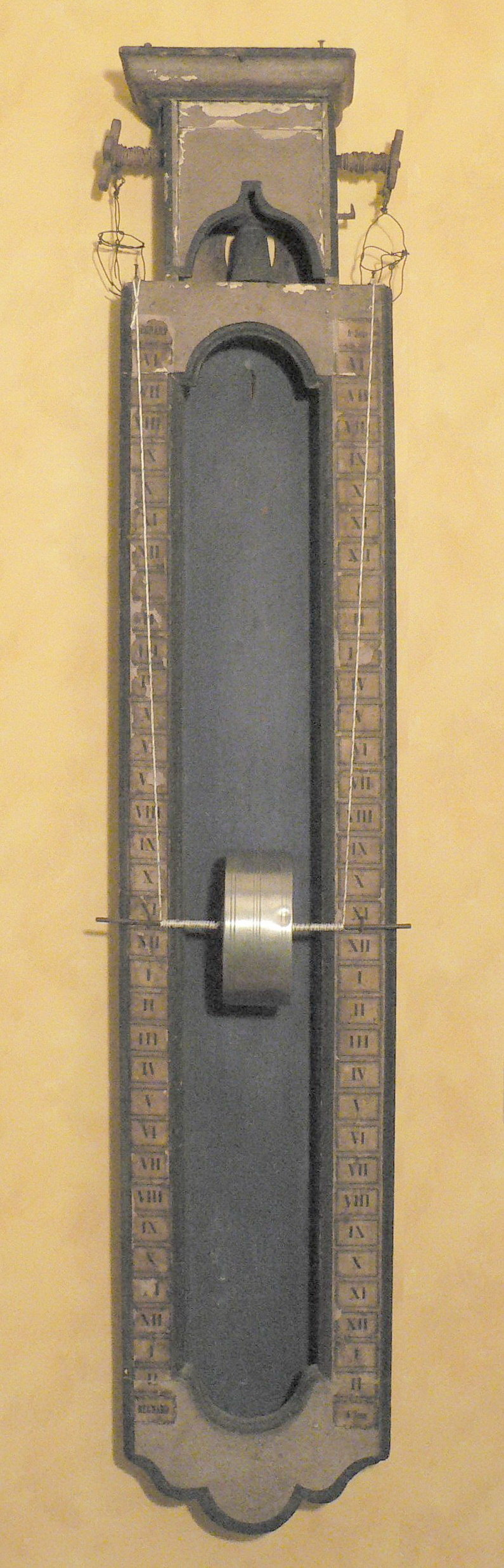
El mateix després d’afegir un sistema de despertador.
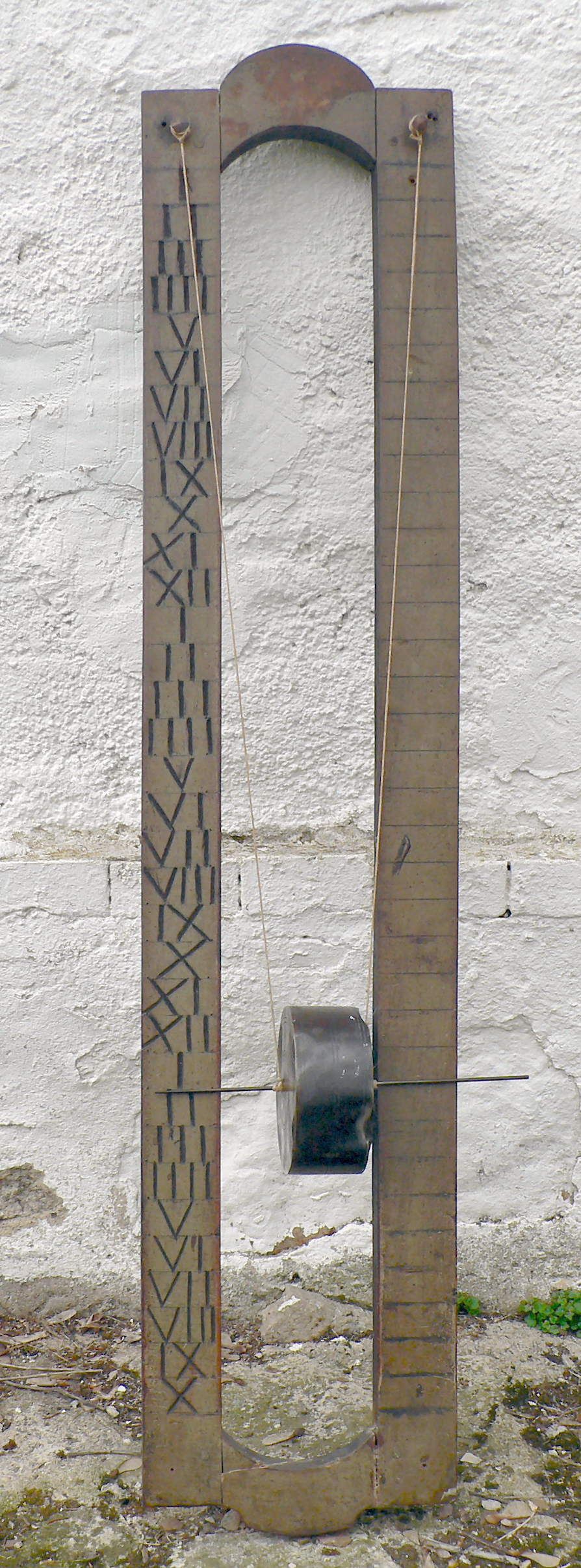
Clepsydre Hunot, encara treballava fa poc temps.
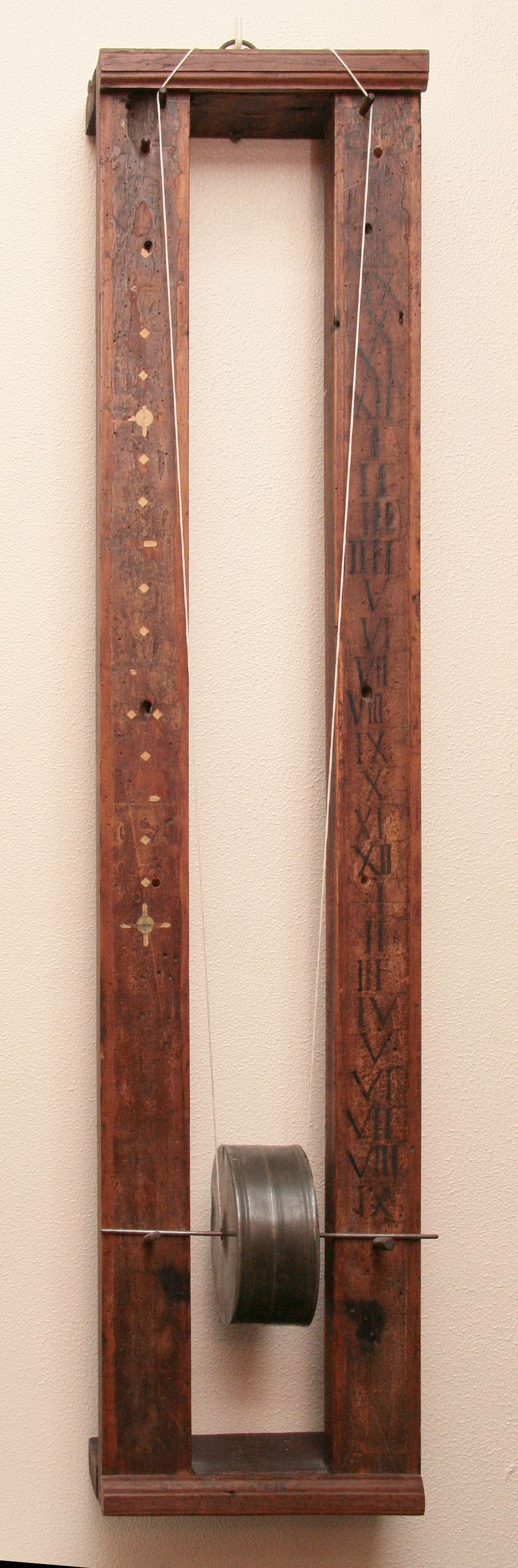
Rellotge d'aigua encara funciona ! Col·lecció privada.

### Preu i cost
Salmon indica al preàmbul del seu article sobre rellotge d'aigua : " Tenim un rellotge d’aigua a un preu molt modest. Aquesta informació és mínima. Sol, Millin, el 1807, ens dona un valor quantificat : " El preu de cadascun és de 3 a 6 francs, depenent de la mida."
Informació preciosa. Quin valor representava ? Aleshores, un jornaler tenia 0,25 F per dia de vida a més de menjar, un treballador guanyava de mitjana entre 1 F i 1,5 F, és a dir, que necessitava tres dies per oferir el seu "rellotge". A tall de comparació, un despertador bàsic, com el que s’il·lustra a l’Enciclopèdia, podria valer 150 F, un rellotge fabricat a Ferney-Voltaire cap al 1775 : 100 F. Rellotgeria mecànica, en aquell moment va començar a fabricar-se en grans sèries. El preu acabat d’un rellotge d’acer bàsic hauria d’estar al voltant de 20-25 F. Pel que fa a el rellotge d'aigua d’aquest estudi, venuda com a mínim 3 F, sense un sistema d’anellament suposat, hauria d’haver costat 2 F que es podria dividir aproximadament en 1 F per al tambor i 1 F per al marc, els subministraments i la mà d'obra.

### Usuaris
Els escrits sobre clients són escassos. Les fonts de la ciutat de Sens ens expliquen principalment les destinacions de prestigi : Millin, 1807 : " Molts estrangers els adquireixen com a objecte de curiositat ... [sovint] els enviem a Rússia, Espanya i Amèrica ... Diversos rellotges intel·ligents de Ginebra han portat aquests rellotges aquàtics per completar la seva col·lecció. " ; Maucler, 1828, precís : " una d'aquestes enginyoses màquines es va col·locar en una habitació de l'ajuntament [de Ginebra] " ; Tarbé, 1833, pren totes aquestes destinacions i afegeix : " Generalment s’enviava a tots els països del sud on no era possible mantenir rellotges de ferro i coure durant molt de temps. ". Els altres XVIII del segle XVIII segle no són més detallades ; en la seva descripció funcional de la màquina, insisteixen en el fet que és silenciosa i que troba naturalment el seu lloc a les habitacions i en particular a les dels pacients. Curiosament, res en els clients habituals. Sol, escriu Salmon : " No ha passat un segle que els terrissaires d’estany fabriquen aquests rellotges per a l’ús del públic i, en particular, del cultivador ... Però com si aquesta incansable classe de ciutadans tingués menys interès a conèixer les hores del dia que aquelles on ella ha d’interrompre el seu descans per anar als camps per evitar el retorn del sol, només compren un rellotge per aconseguir-ho, mitjançant un petit mecanisme addicional que s’hi afegeixen segons considerin oportú. Un despertador més segur que el seu gall gall. "Per tant, podem concloure que era un objecte" Públic general Que tenia el seu lloc a la ciutat i al camp. El petit món eclesiàstic no els menyspreava, probablement els sacerdots del país els tenien per a la celebració d’oficis. El seminari de Joigny en tenia un i el món de la justícia també ; per tant, aquestes màquines eren habituals i difoses " al circuit de la província »De Sens i Chartres o a Borgonya, Brie i Beauce.

### Quantitats fabricades
En primer lloc, vegem el període de producció. Veiem els primers rellotges d’aigua cap al 1690, indica Tarbé : " Va ser un terrisser d’estany anomenat Regnard, que en va fabricar una gran quantitat. Els seus néts [Nicolas Charles Félix i Louis Antoine, cap al 1775] van continuar fabricant-lo i venent-lo fins avui ... Avui, [el 1833], aquest tipus d’indústria està completament abandonada. ; el flux ja s'havia convertit en gairebé nul durant gairebé mig segle [és a dir, cap al 1780], a causa de la immensa quantitat i el baix preu dels rellotges de primavera ... "Per ser exhaustius, insistim que els almanacs" Tarbé »De la ciutat de Sens indiqueu, fins al 1843-46, a la llista dels comerciants de la ciutat de Sens : " Fàbrica de rellotges d’aigua i estany : París "
Pel que fa a " gran »Quantitats produïdes, especifica el salmó :" Vam fer una quantitat prodigiosa d’aquests rellotges d’estany ... [a Sens i] Chartres, on visc, on els va fabricar M. Lainé i on encara els veig cada dia. "

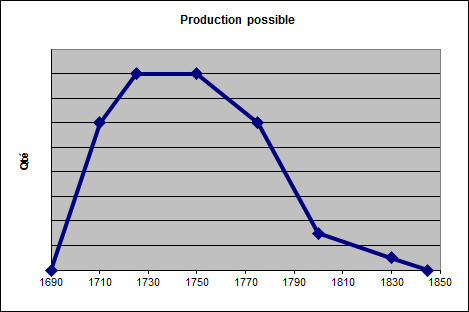
Possible evolució de la producció.

Davant d’aquesta minsa informació, seguim expectants. Sembla que la producció va ser de tipus anecdòtic. Per argumentar en aquesta direcció, primer podem confiar en el nombre de còpies supervivents (una vintena de llistades avui, còpies que es troben principalment en museus), i després en el fet que Salmon va escriure en un moment en què la ceràmica d’estany i els rellotges d’aigua van començar a esdevenir obsolet. Podem afegir un petit text de Reverchon del 1895 que indica que " a la regió de Brie, en vam trobar vint, però tots incapaços de funcionar. " ; Mathieu Planchon que va escriure al rellotge també indica a la mateixa ressenya, el 1897, que en té una i que no són molt rares. Aquests textos de finals del XIX XIX segle preferiria anar en contra d’aquesta ridícula hipòtesi de producció. De fet, a causa de la seva banalitat, aquestes màquines, que havien quedat obsoletes, es van haver de trencar per recuperar la llauna dels tambors, igual que l’antic equipament agrícola que esperava al fons d’un edifici perquè passés el venedor de ferralla. D’aquí la seva progressiva i quasi total desaparició actual. Pel que fa a les hipòtesis previstes - pel que fa als textos que parlen de "grans quantitats", de "quantitats prodigioses", també a causa del fet que encara hi havia una vintena a Brie cap al 1900 - no sembla pas raonable suposar amb precaució que s'hagi arribat al miler d'exemplars o al doble a cada centre de producció.

## Història

### Orígens

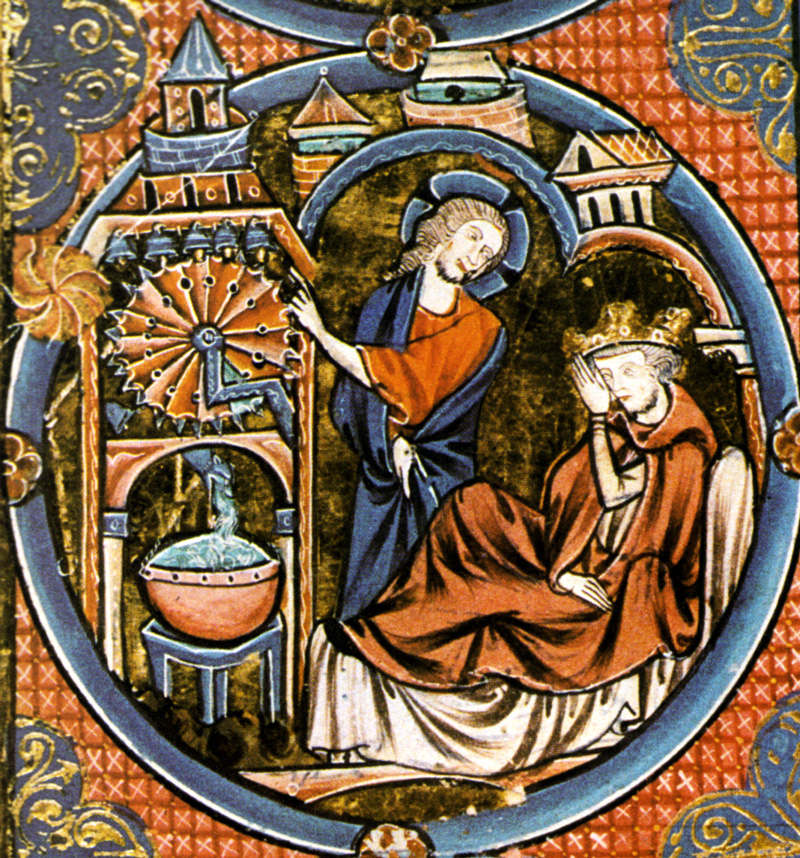
Rellotge d’aigua amb probables campanes d’activació del tambor hidràulic, vers el 1250.

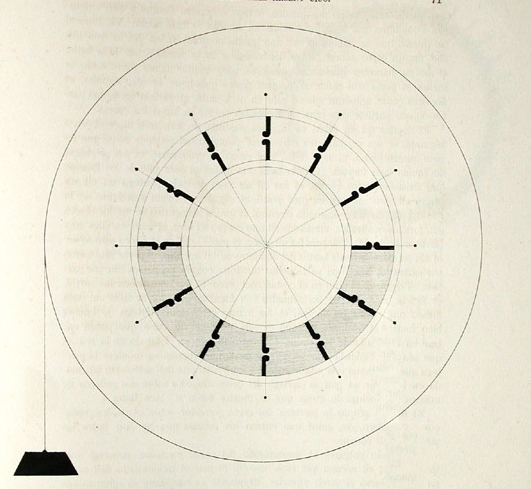
Diagrama d’un rellotge de mercuri, capaç d'activar un astrolabi, 1276.

El moviment rotatiu d’un tambor regulat per un fluid és conegut per imatges del segle xiii. Una miniatura d’una Bíblia moralitzada francesa (vers 1250) ens mostra, entre altres coses, aquest tipus de motors que activen un conjunt de campanes.
Uns anys més tard, va seguir la primera descripció d’un rellotge de tambor giratori, acompanyat de diagrames explicatius. Es pren d’una traducció dels Llibres de coneixements astronòmics, un conjunt de tractats d’origen àrab compilats el 1276 sota el patrocini del famós rei Alfons X. Se suposa que aquest rellotge, el mercuri, acciona l’aranya d’un astrolabi mitjançant una reducció adequada. Un intent de reconstrucció moderna ha demostrat que aquest tipus de rellotge pot haver funcionat, però la seva fiabilitat i precisió eren difícilment satisfactòries.
Segons Bedini, no va ser fins a finals del XVI XVI segle, de manera que aquest tipus de rellotge d'aigua de tambor, descrita per Parisio en un petit llibre rar publicat a Venècia el 1598, torna a aparèixer a Itàlia. Aquí, el tambor és senzill i només té una partició radiant per al pas de l'aigua.
Més tard, Solomon de Caus és citat per Anton Lübke per haver presentat la màquina en una obra de 1615 titulada : Les raons de les forces en moviment ... Lübke, per acompanyar la seva cita, presenta un gravat d'un rellotge d'aigua i una copa de tambor que consta de 5 compartiments separats per envans aparentment tancats. Però, d'aquest rellotge, no hi ha rastre, almenys en l'edició de 1615 consultada.

Tornem a Itàlia, el centre del desenvolupament d'aquesta màquina. Els mecanismes descrits per diversos autors, inclosos Eschinardi i Campani citats per Bedini, evolucionaran al XVI segle, per arribar finalment a un conjunt de processos molt diversos reunits en el tractat de Martinelli sobre rellotges elementals publicat a Venècia el 1669 i traduït posteriorment per Ozanam.

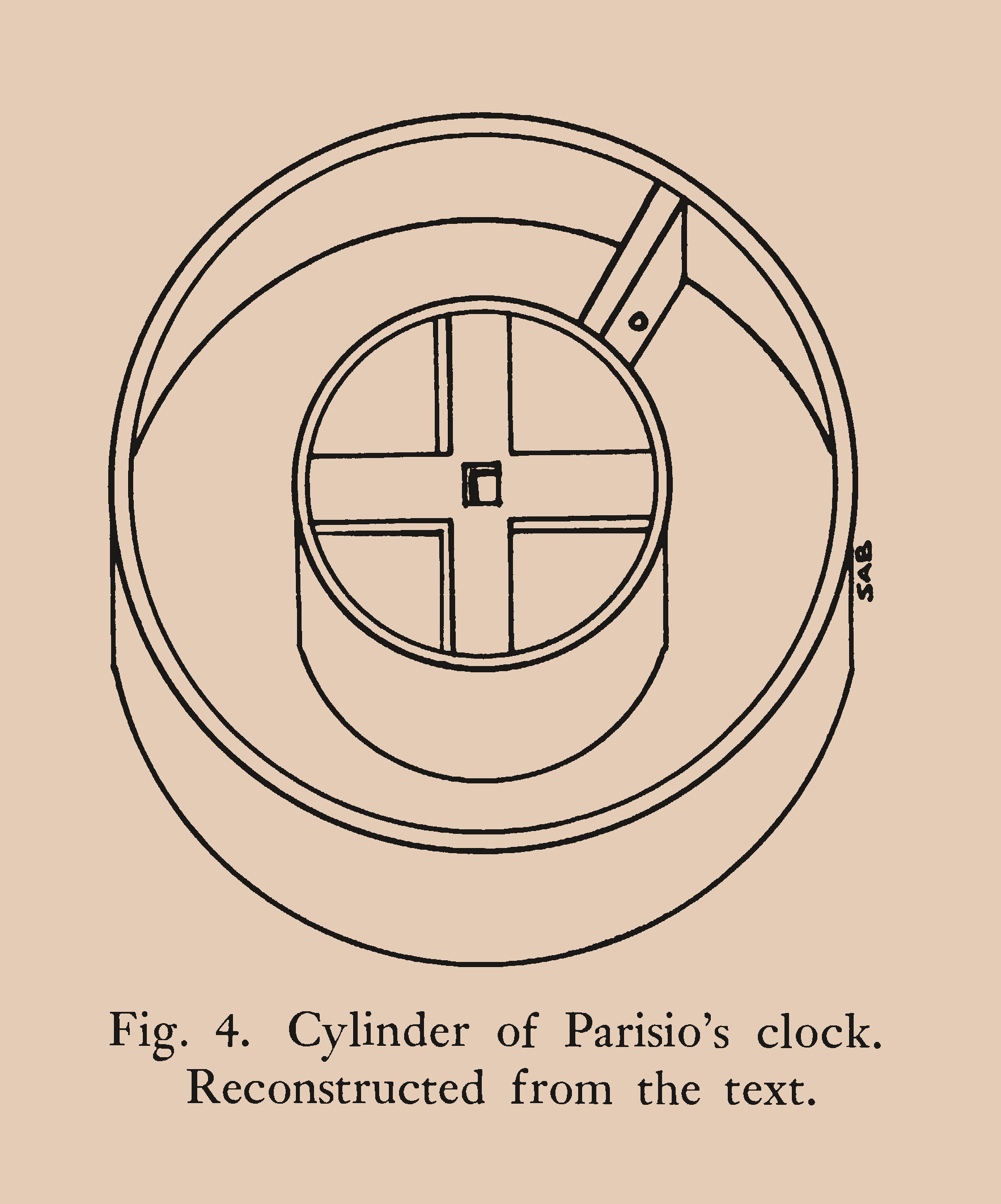
Tambor en una partició de Parisio, 1598.
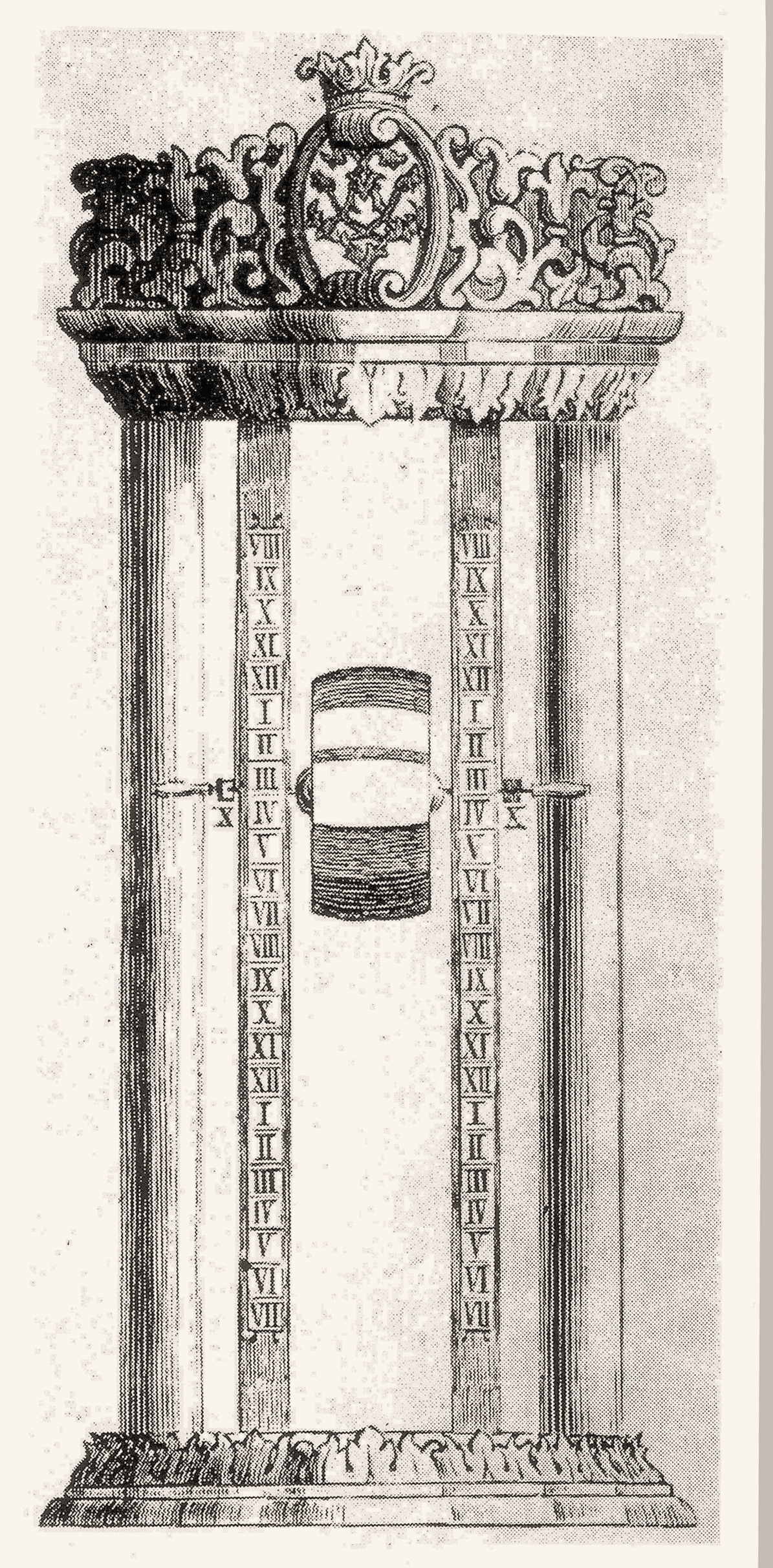
Rellotge d'aigua de Salomó de Caus, 1615.
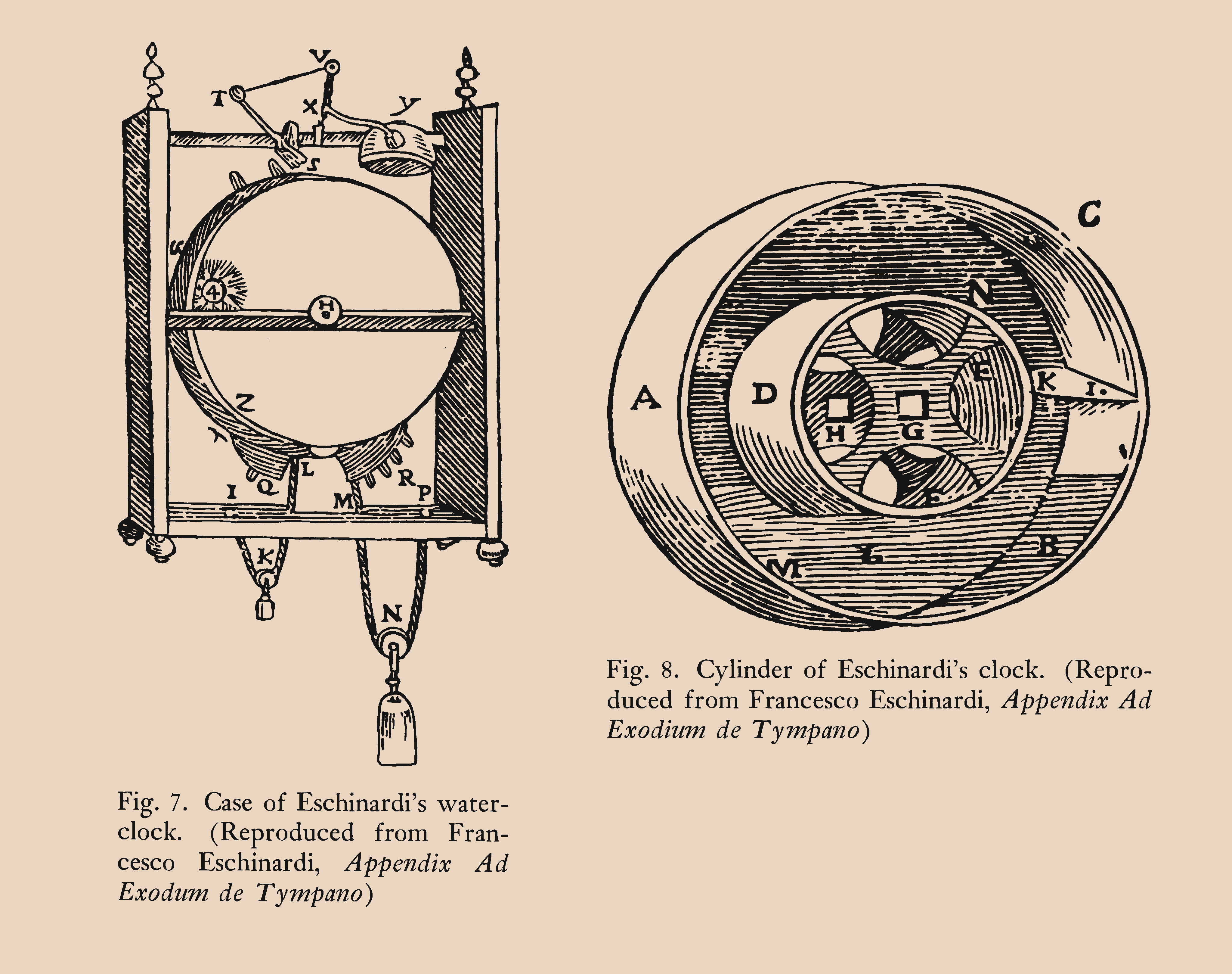
Rellotge despertador d’aigua Eschinardi, 1669.
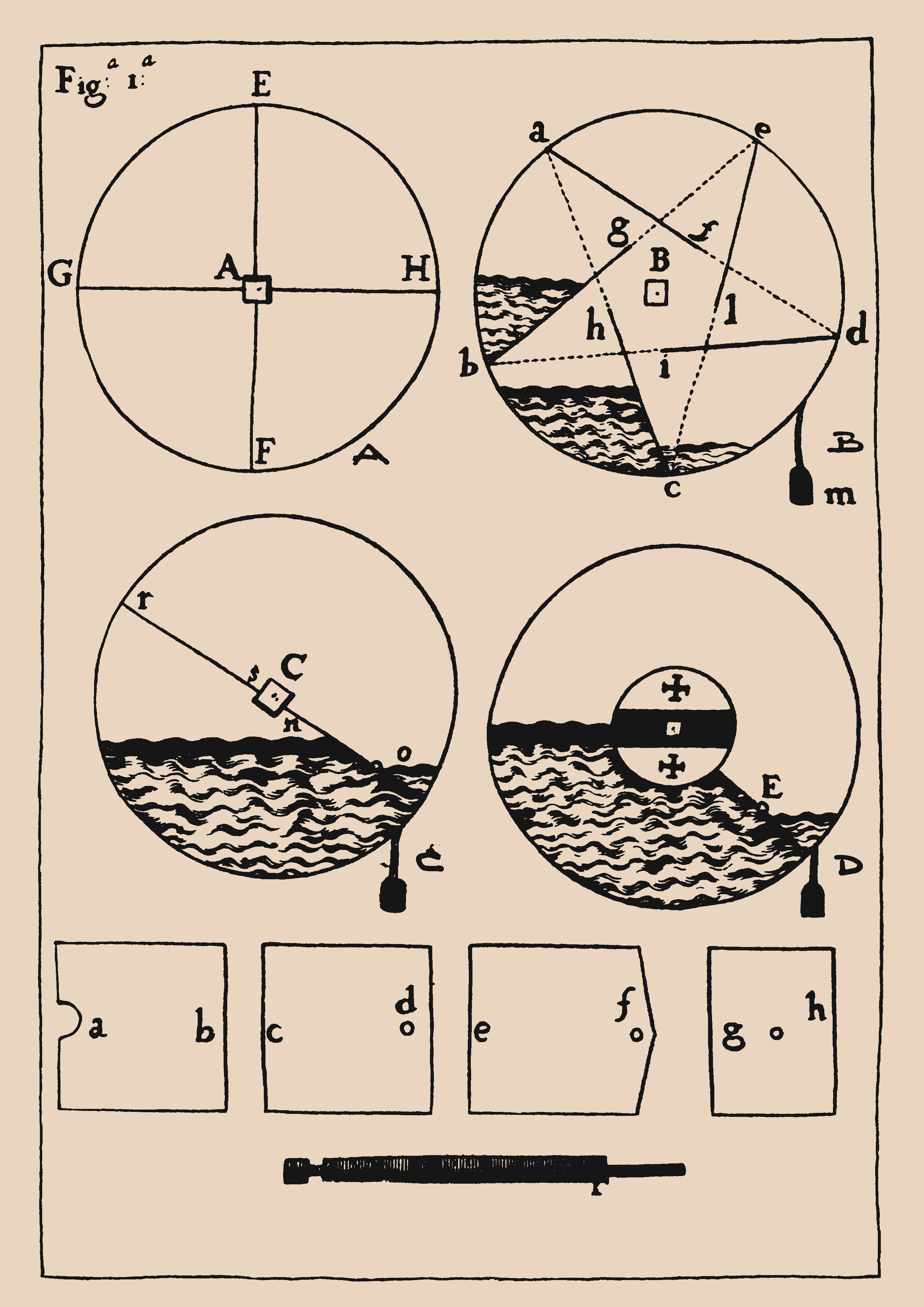
Diversos tambors de Martinelli, 1669.
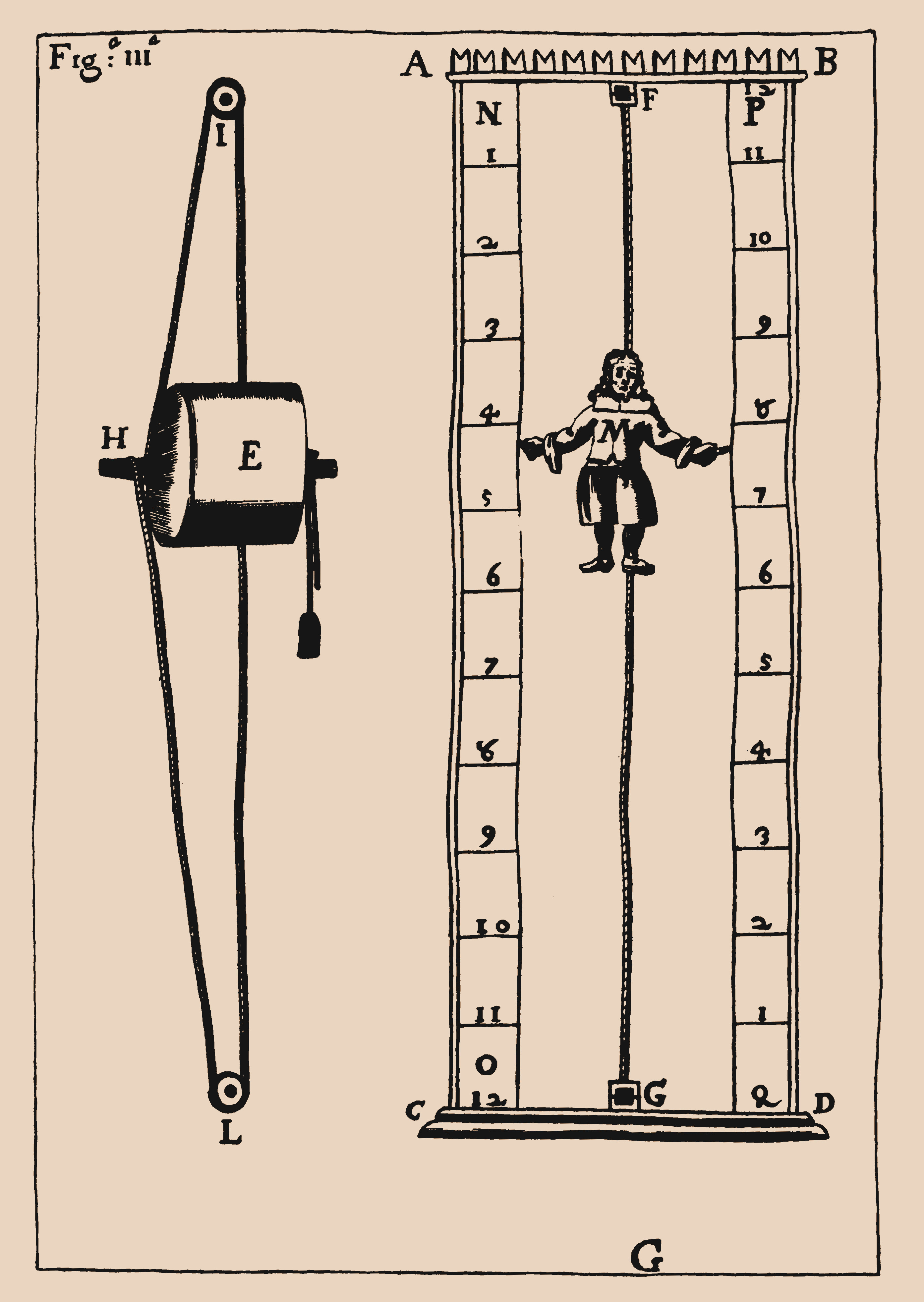
Un rellotge d'aigua de tambor de Martinelli, 1669.

### França, cap al 1690
Des de la dècada següent, podem veure, a França, l’interès provocat per aquesta curiositat :
| « | Cet art ne tarda guère à passer les monts, et dès l’année 1673. on vit en France des Horloges à eau dans les Cabinets des Curieux. Du reste, les Français, nés pour perfectionner les inventions de leurs voisins, enchérirent sur les plus habiles artistes de l’Italie ; & M. Hubin, émailleur du Roi, exécuta en verre une clepsydre admirable d’un pied & demi de haut, & qu’on peut régler à la mesure du temps qu’on voudra. | » |

Aquesta Rellotge d'aigua, probablement del tipus " Riu amunt Semblava més aviat un baròmetre.
El primer rellotge d’aigua conegut, a priori francès, prové d’un home anomenat Graverol, de Nîmes, encarregat de la missió a Itàlia. Va portar al seu equipatge una màquina i tota la informació necessària per construir-ne una. Aquest model, inspirat en Martinelli, després del mateix Graverol, serà perfeccionat per dues ciutats franceses, una de Tolosa i l’altra de Comenge. Graverol descriu detalladament aquest exemplar il·lustrat a Le Journal des Savants de 1691, amb la clara esperança de la seva futura comercialització. Entre els detalls que trobem : les hores mostrades a la moda italiana, el tambor de llauna, el tall del qual revela una partició no funcional (potser per preservar el secret de la seva fabricació), a la part superior del xassís, un lema " Esse incipit dum desint esse »Que envolta un fènix estilitzat (traducció aproximada : " Devorat per les flames, ressuscita ". El rellotge d’aigua de Graverol és l’únic rellotge d’aigua conegut que porta aquest tipus d'inscripció que sovint es troba als rellotges de sol.
Més tard, el 1694, Ozanam serà el primer a evocar els nostres rellotges de Sens : " Si conegués l’inventor d’un rellotge tan senzill i extraordinari, li faria la justícia deguda aquí. Només sé que els primers que vam veure a París l'any 1693 van ser portats de Borgonya : Vaig veure una de llauna, que s'havia fet a Sens."

Finalment, heus aquí Dom Alexandre, benedictí de la congregació de St-Maur, que va fer professió de fe a l'abadia de Vendôme. Va escriure en el seu Tractat general dels rellotges possiblement escrit ja el 1705 :</br> " el tambor horari que el RP Charles Vailly religiós benedictí de la congregació de S. Maur havia construït a la ciutat de Sens a Borgonya pel Sieur Regnard Etaminier de la citada ciutat el 1690. […] Sieur Renard Etaminier, de la ciutat de Sens, en va fer i va distribuir alguns dels quals tothom estava content. "

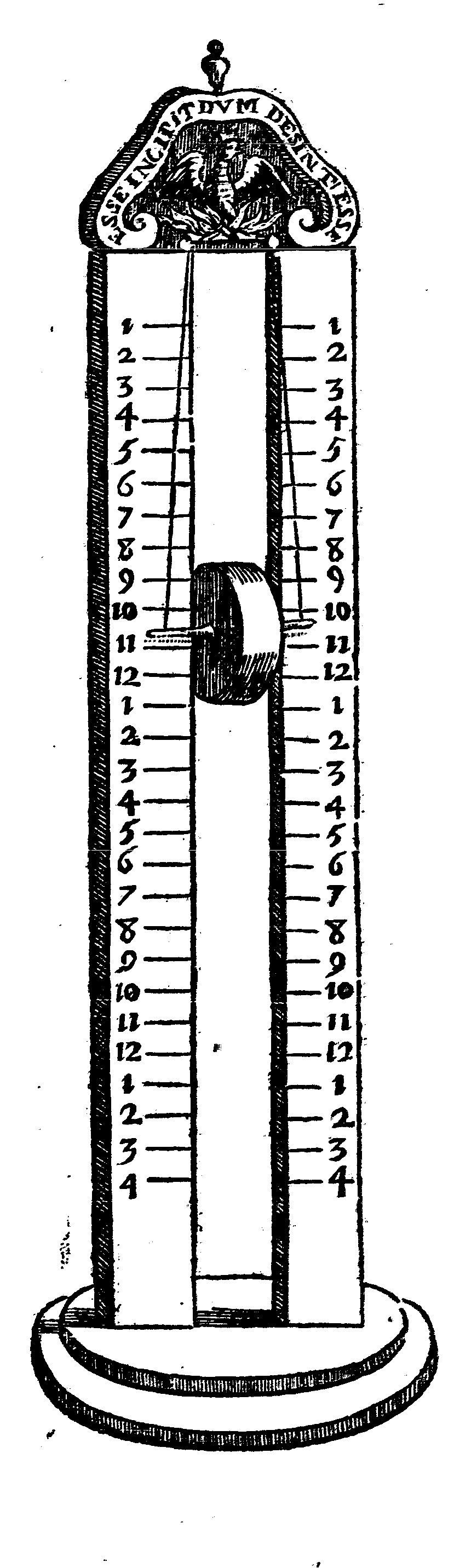
El rellotge d'aigua de Graverol, 1691.
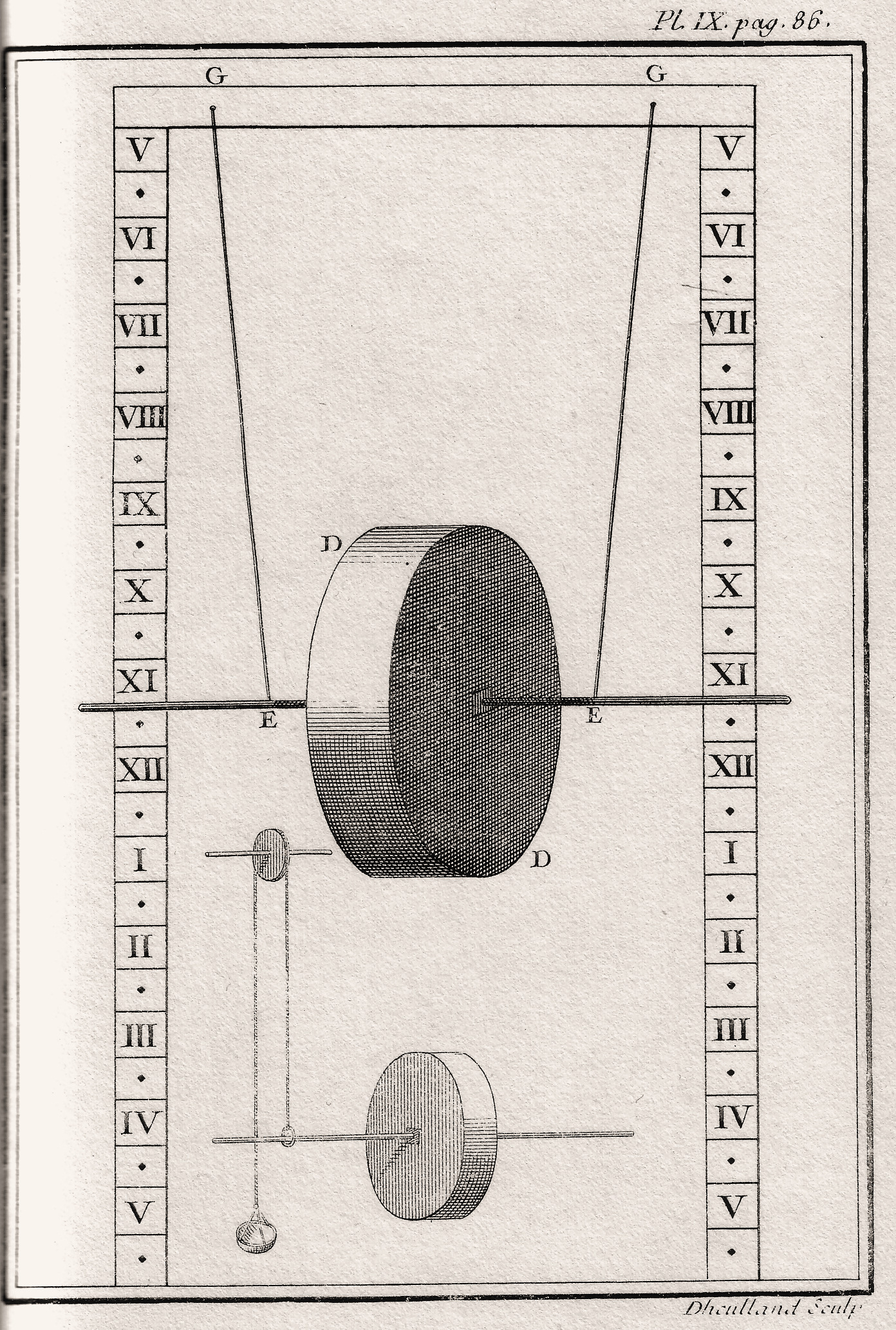
Disseny de Dom Alexandre, 1705.
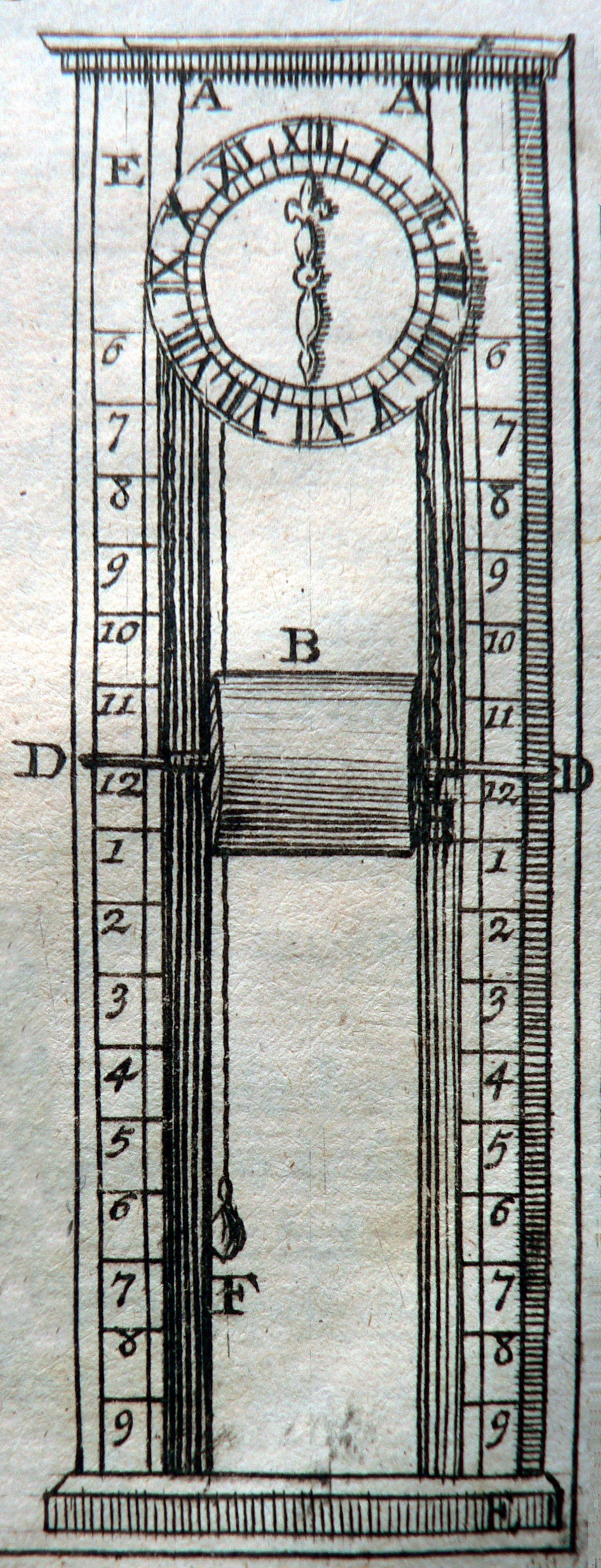
El rellotge d'aigua de Bion 1716.

Salmon, per acabar-ho, explica a les seves notes : " Un ceramista d'estany del lloc [Sens], M Renard [Nicolas], va dir que era un religiós benedictí qui havia donat al seu pare [René] el coneixement d'aquesta màquina hidràulica. "
1. Una primera obra de 1770, la Història literària de la congregació de St-Maur[24] - congregació de l’ordre benedictí - ens proporciona informació sobre el personatge : " Dom Charles Vailly, 1646-1726, va exercir la professió als 22 anys a l'abadia de la Santíssima Trinitat de Vendôme […] Es va lliurar per gust a l'estudi de les matemàtiques. No sabem quins coneixements hi havia adquirit, perquè va condemnar a disparar tot el que havia escrit […] Aquest religiós es pot considerar com el restaurador de la Rellotge d'aigua […] Dom Vailly, que es va aplicar especialment a les matemàtiques pràctiques, va notar que les falles d'aquests rellotges i van treballar seriosament per perfeccionar-les. A força d’experiments, combinacions i càlculs, finalment va aconseguir donar-los el punt de perfecció, on són ara. En el moment de la seva renovació, estaven molt de moda, almenys a França. " ;
2. Un segon llibre : Una història d’invents i descobriments,[25] de 1817, especifica, al capítol " Rellotges d’aigua », Sobre Dom Vailly, la petita frase següent : " Alexander, que era del mateix ordre, sembla haver atribuït al seu germà benedictí un honor al qual no tenia dret ... ", això és : " Alexandre, que era del mateix ordre [que Charles Vailly] sembla haver concedit al seu germà benedictí un honor al qual no té dret ... " ; segueix un argument que atorga, com cal, a Martinelli el primer de la perfecció (el lector atent, sens dubte, ha notat les elogioses observacions del comentarista de Vailly i el fet que els nostres rellotgers benedictins, Dom Vailly i Dom Alexandre, dues professions a Vendôme es poden considerar, per dues raons, com a germans).

No obstant això, és molt probable que Charles Vailly participés en l'aparició d'aquests rellotges aquàtics que ell va perfeccionar - aquest fet també és reconegut pels historiadors de la ciència que han analitzat els rellotges de rellotge aquàtic - i és molt probable que és el religiós de l'abadia de Saint-Pierre-le-Vif citat per Bouvier.
Per concloure, acabem la història amb una majúscula H de “la invenció” dels nostres rellotges d’aigua de Sens per aquesta petita història : " Un monjo benedictí de la congregació de Saint-Maur, Dom Charles Vailly, enamorat de les matemàtiques i curiós de les seves aplicacions, va arribar a Saint-Pierre-le-Vif, l’abadia de la seva comunitat, per freqüentar la biblioteca del lloc que era molt famosa. Allà, a les noves publicacions, va trobar un petit llibre d'un germà italià, Martinelli, titulat "Tractat sobre rellotges elementals". Molt intrigat per aquestes estranyes màquines, volia, després d’entendre el seu mecanisme, fer-ne una còpia. Després es va dirigir cap al terrisser de l'abadia, Sieur Regnard, amb qui va desenvolupar un prototip de peltre amb set compartiments. Davant la màgia del moviment silenciós de la màquina i sorprès per la seva precisió, va animar fermament el seu company a difondre aquesta innovació al públic ... Aquell any, el nostre monjo tenia 44 anys. "
La nostra història no diu què va passar amb el prototip : potser va mostrar les hores discretament a la capella de l'abadia fins a la seva desaparició el 1791 ? o potser va acompanyar el nostre monjo en silenci, a la seva cel·la, fins a la seva última hora?

### Altres llocs
Hi ha força exemples d’aquests rellotges d’aigua a Alemanya, Espanya, Estats Units, Itàlia, Regne Unit i Praga. Algunes són fabricacions locals, d'altres són d'origen indeterminat, però totes aquestes fabulacions són anecdòtiques.

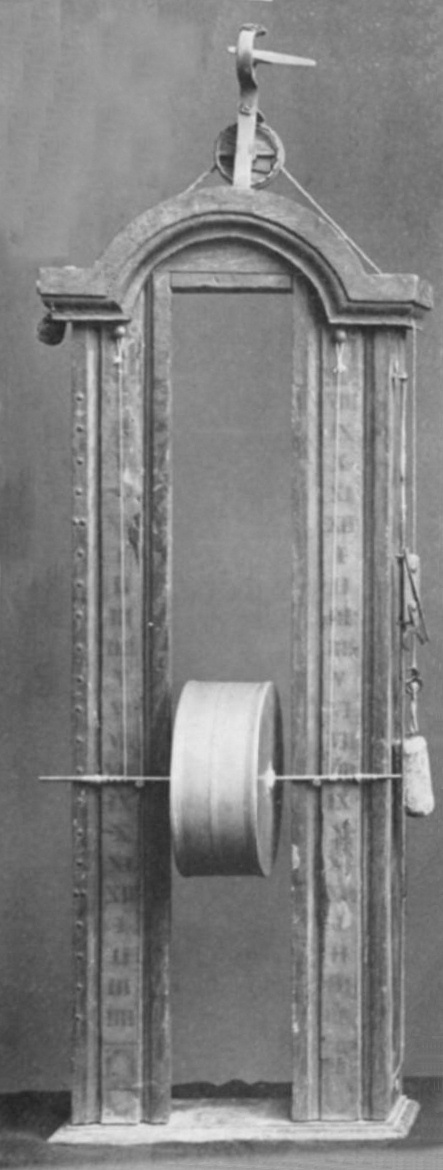
Rellotge d'aigua d'origen indeterminat conservat als EUA, vers el 1725.
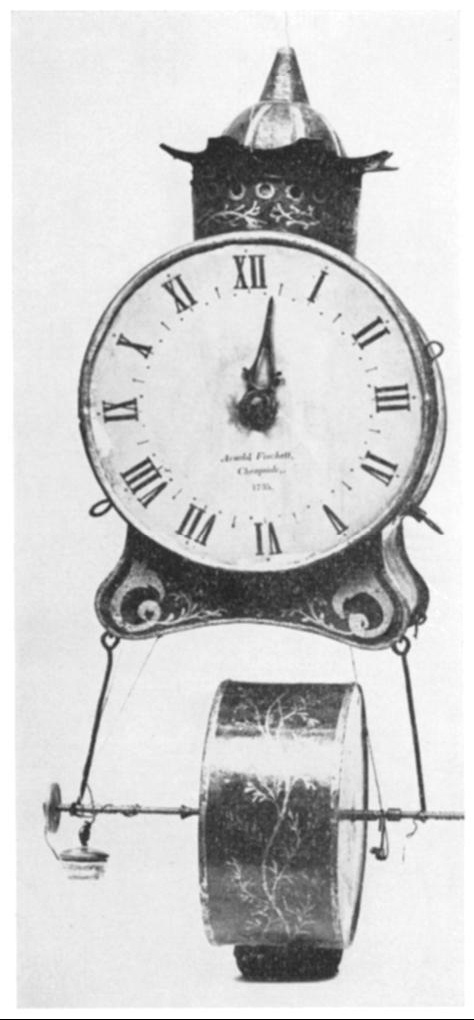
Rellotge d'aigua anglesa amb esfera retroil·luminada, 1735.
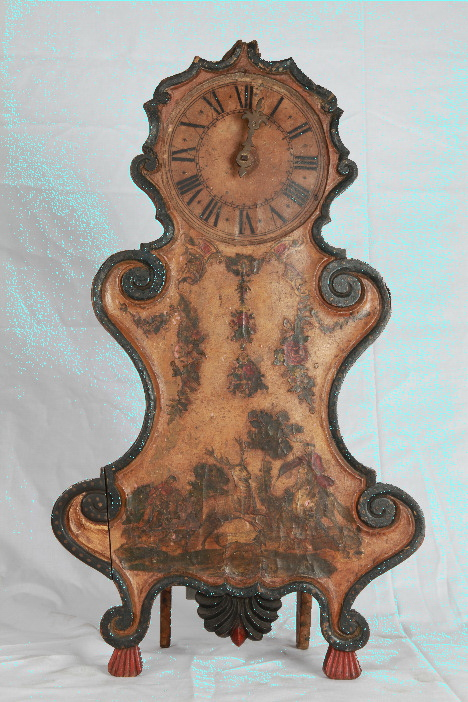
Rellotge d'aigua d’estil italià ... ; h = 1,5 m aprox., cap al 1750 ?
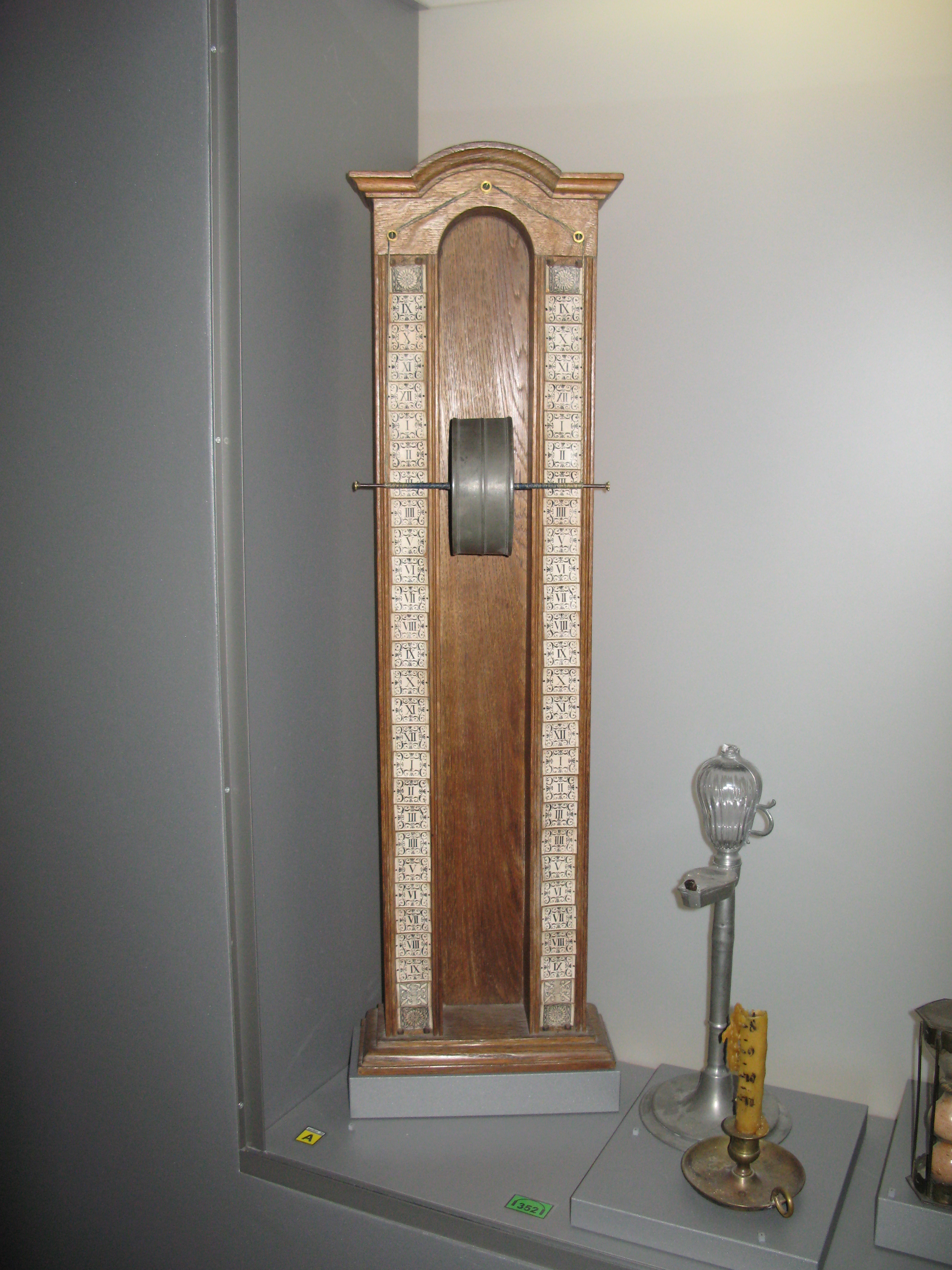
Rellotge d'aigua va marcar "Omega", Musée du Locle, Suïssa, vers el 1825.
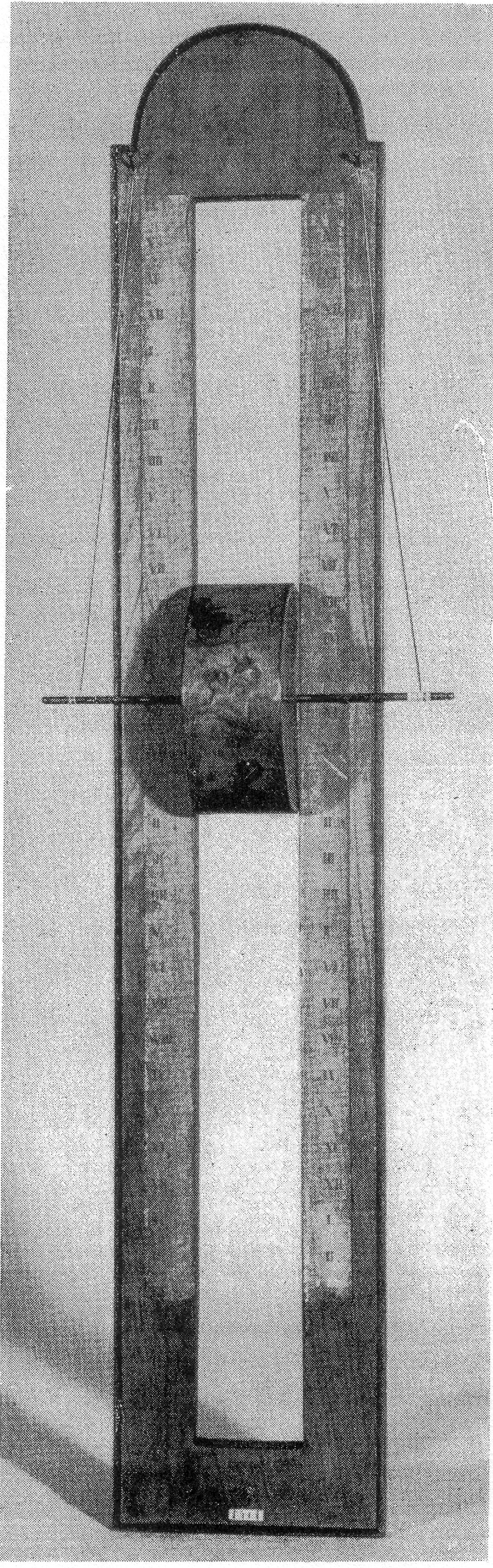
Rellotge d'aigua al Deutsches Museum, Múnic.
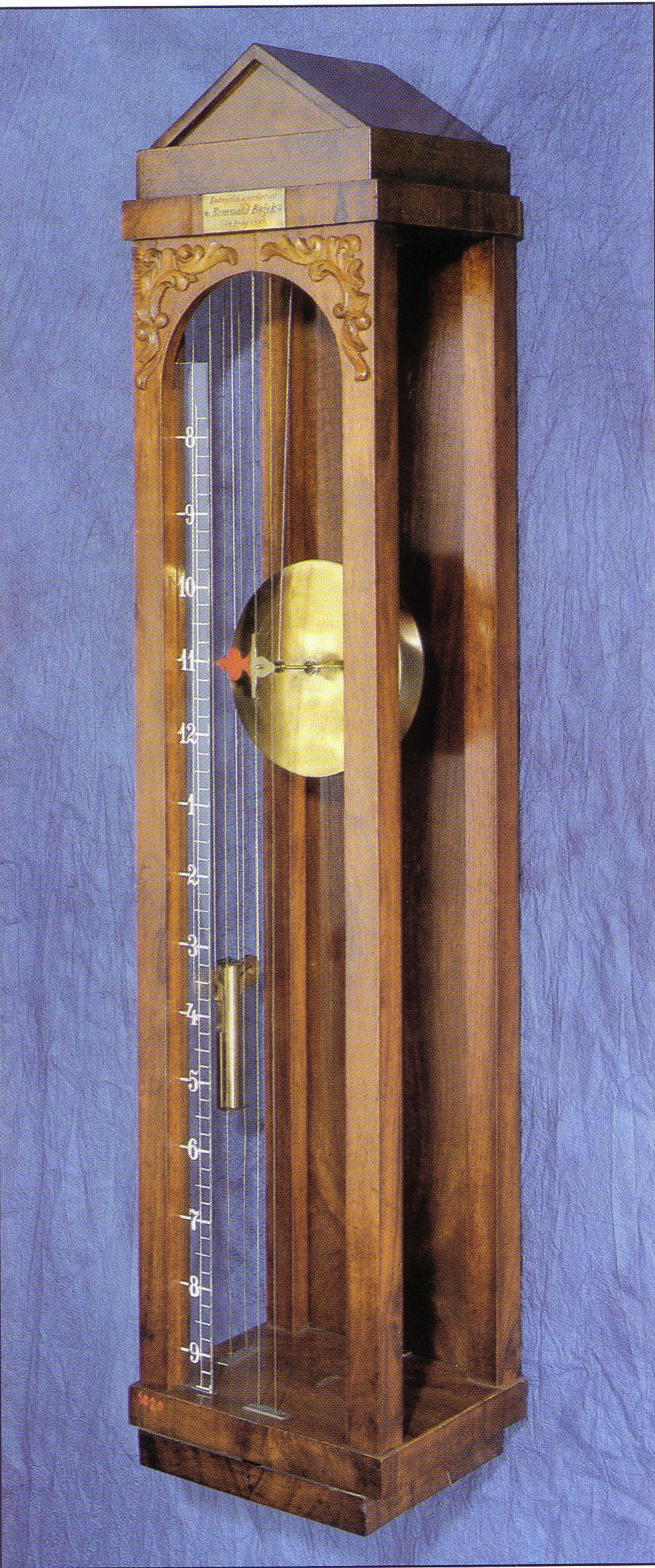
Rellotge d’aigua txec relativament tardà, 1860.

### Evolució dels tambors

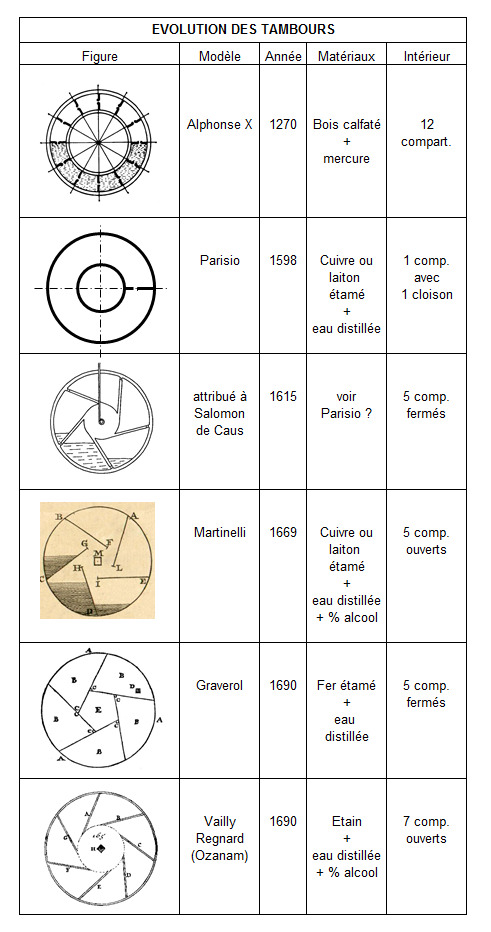

### Cronologia simplificada
- 1277, a Espanya: primera il·lustració d'un rellotge de tambor, on el fluid regulador és mercuri, a:  Libros del Sabre  ..., traducció de textos àrabs, sota la direcció  d'Alfons X .
- 1598, a Itàlia: Parisio descriu una clepsidra de tambor amb una sola partició.
- 1615, a Alemanya i França: Salomon de Caus porta el nombre de particions del tambor a cinc, en: "Les raons de les forces en moviment", (font no trobada).
- 1669, a Itàlia: Martinelli, descriu en principi molta aigua, terra, aire i foc aigua, terra, foc, a: "Rellotges elementals". Dona alguns elements constructius.
- 1690, a França: Tambor Plantilla:1re creat per Dom Charles Vailly, a Alexandre, Jacques, Contrat général des horloges, 1734.
- 1691, a França: Plantilla:1r d'una clepsídra de tambor després de Graverol.
- 1693, a París: Plantilla:1r amb tambor citat, provinent de Sens, a Ozanam, 1694.
- 1694: Una clepsidra de tambor de Plantilla:Unit, construïda per Barnabite Timothy, és citada a Ozanam.
- 1705: se suposa que Dom Alexandre escriu el "Tractat general dels rellotges" que serà sotmès a aprovació el 1720 i que no es publicarà fins al 1734. La construcció soldada dels tambors s'hi detalla.
- 1709 i 1716, 1723, 1725, 1752: diferents edicions de: "Ús d'instruments matemàtics" de Nicolas Bion, van morir el 1733. La construcció modelada dels tambors hi apareix a partir del 1716.
- 1725: Louis Laisné esdevé mestre a Chartres. Segons Salmon, podria ser el primer a construir rellotges d’aigua en aquesta ciutat.
- 1774: inici de la redacció (prevista a partir del 1761) del "Ceramistes de llauna" de salmó, publicada el 1788, a la col·lecció "Descripció d'arts i oficis". És una gran quantitat d’informació.
- 1778: Montucla reprèn els textos d'Ozanam, "Recreacions matemàtiques".
- 1780: Alentiment de la producció a Sens de rellotges d’aigua, segons Tarbé a l’Almanach de 1833.
- 1788: Salmon publica "The Art of the Tin Potter".
- 1833: Abandonament a Sens de la fabricació de clepsydra, segons Tarbé a l '"Almanach" de 1833.
- 1846: Abandonament real de la fabricació de "rellotges d'aigua i estany" per part de l'estanyer Pâris (període d'activitat: 1834-46), segons Tarbé, als "Almanacs" de 1834 a 1846.
- 1860, a Praga: Romuald Bozek, reconegut rellotger construeix una clepsydra de tambor!
- 1867: la clepsídra actual del museu és citada a les col·leccions de la Societat Arqueològica de Sens, segons Juillot, al "Bulletin de la S.A.S." de 1867.
- 1888: Planchon i altres autors descriuen aquestes màquines desaparegudes, amb un ull curiós i de vegades ignorant a la ressenya "Nature" que es conserva al CNAM.